# Puchar Świata w skokach narciarskich 2019/2020
Puchar Świata w skokach narciarskich 2019/2020 – 41. edycja Pucharu Świata mężczyzn w skokach narciarskich, która rozpoczęła się 23 listopada 2019 roku na skoczni im. Adama Małysza w Wiśle, a zakończyła 10 marca 2020 roku na skoczni Lysgårdsbakken w Lillehammer. Pierwotnie miało się odbyć 36 konkursów, w tym trzydzieści konkursów indywidualnych oraz sześć drużynowych. Finałowy konkurs miał się odbyć 15 marca 2020 na Vikersundbakken w norweskim Vikersund.
Oficjalny kalendarz zawodów został zatwierdzony podczas kongresu FIS w dniach 27–31 maja w Cavtacie. Organizatora zawodów w dniach 21–22 lutego 2020 ogłoszono 22 lipca 2019, a została nim rumuńska miejscowość Râșnov. Wcześniej w terminie tym planowano rozegranie konkursów w amerykańskim Iron Mountain.
W porównaniu do ogłoszonego kalendarza w trakcie sezonu doszło do następujących zmian:
- Drugi konkurs na Rukatunturi został odwołany z powodu zbyt silnego wiatru[3] – w jego miejsce do kalendarza włączony został dodatkowy konkurs w Lahti[4].
- Z powodów technicznych styczniowe konkursy w Predazzo zostały przeniesione ze skoczni dużej na normalną (HS104)[5].
- Drugi konkurs w Willingen został odwołany ze względów bezpieczeństwa[6].
- Drugi konkurs w Bad Mitterndorf został ograniczony do jednej serii z powodu silnych podmuchów wiatru[7].
- Konkurs indywidualny w Oslo został odwołany z powodu silnego wiatru – w jego miejsce do kalendarza włączony został dodatkowy konkurs w Lillehammer, z udziałem 50 zawodników z listy startowej w Oslo[8].
- Konkursy w Trondheim i Vikersund zostały odwołane wskutek decyzji premier Norwegii Erny Solberg o zakazie organizacji wydarzeń sportowych, wskutek pandemii COVID-19[9].

Ponadto kwalifikacje do pierwszego konkursu w Engelbergu i konkursów indywidualnych w Willingen zostały przeniesione z piątku na sobotę, a kwalifikacje do drugiego konkursu w Engelbergu, pierwszego konkursu w Bad Mitterndorf i drugiego konkursu w Lahti zostały odwołane.
12 marca 2020 Walter Hofer, dyrektor Pucharu Świata w skokach narciarskich ogłosił oficjalnie zakończenie sezonu 2019/2020.

## Zwycięzcy

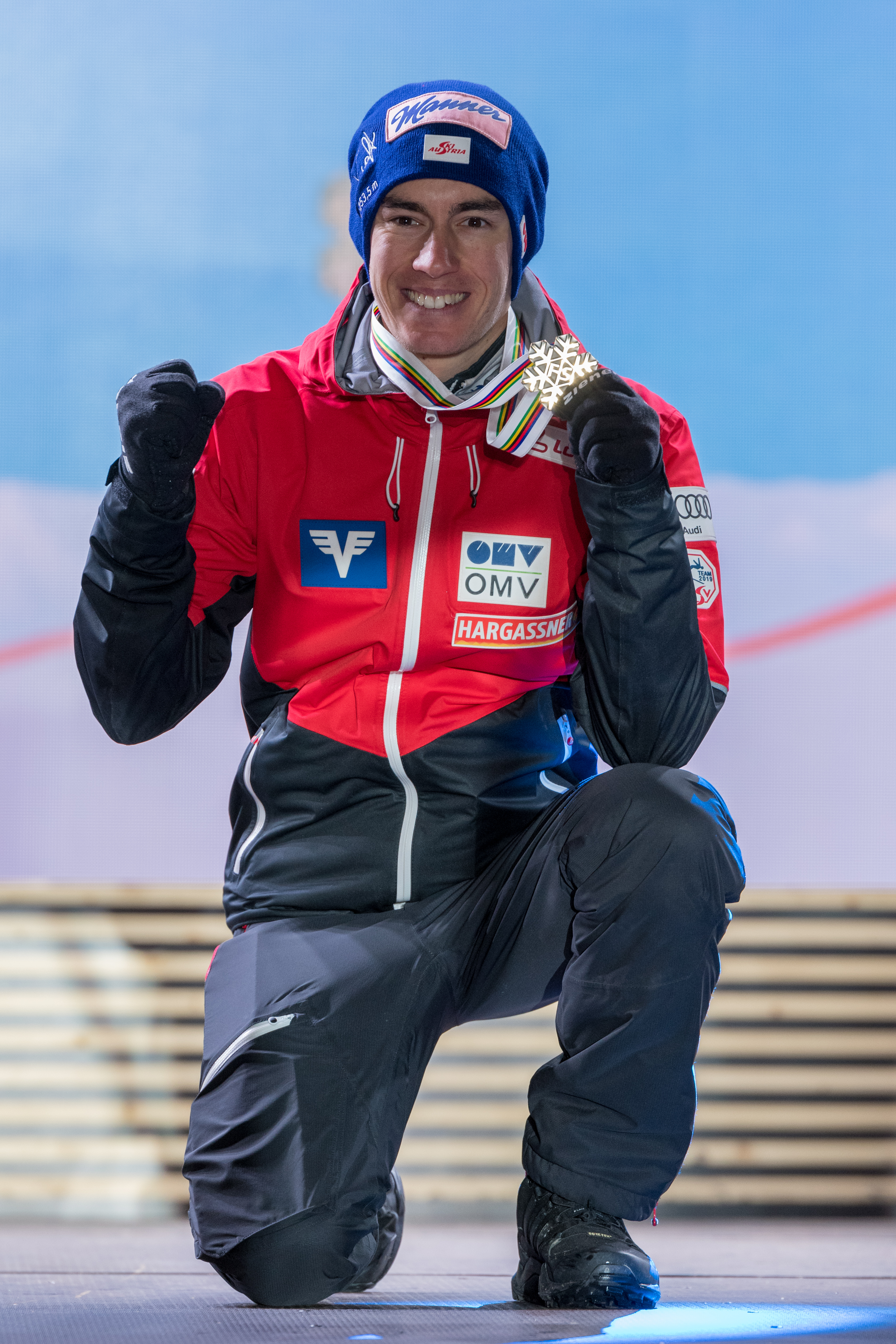
Stefan Kraft zdobywca Kryształowej Kuli za zwycięstwo w Pucharze Świata, zwycięzca Pucharu Świata w lotach narciarskich 2019/2020
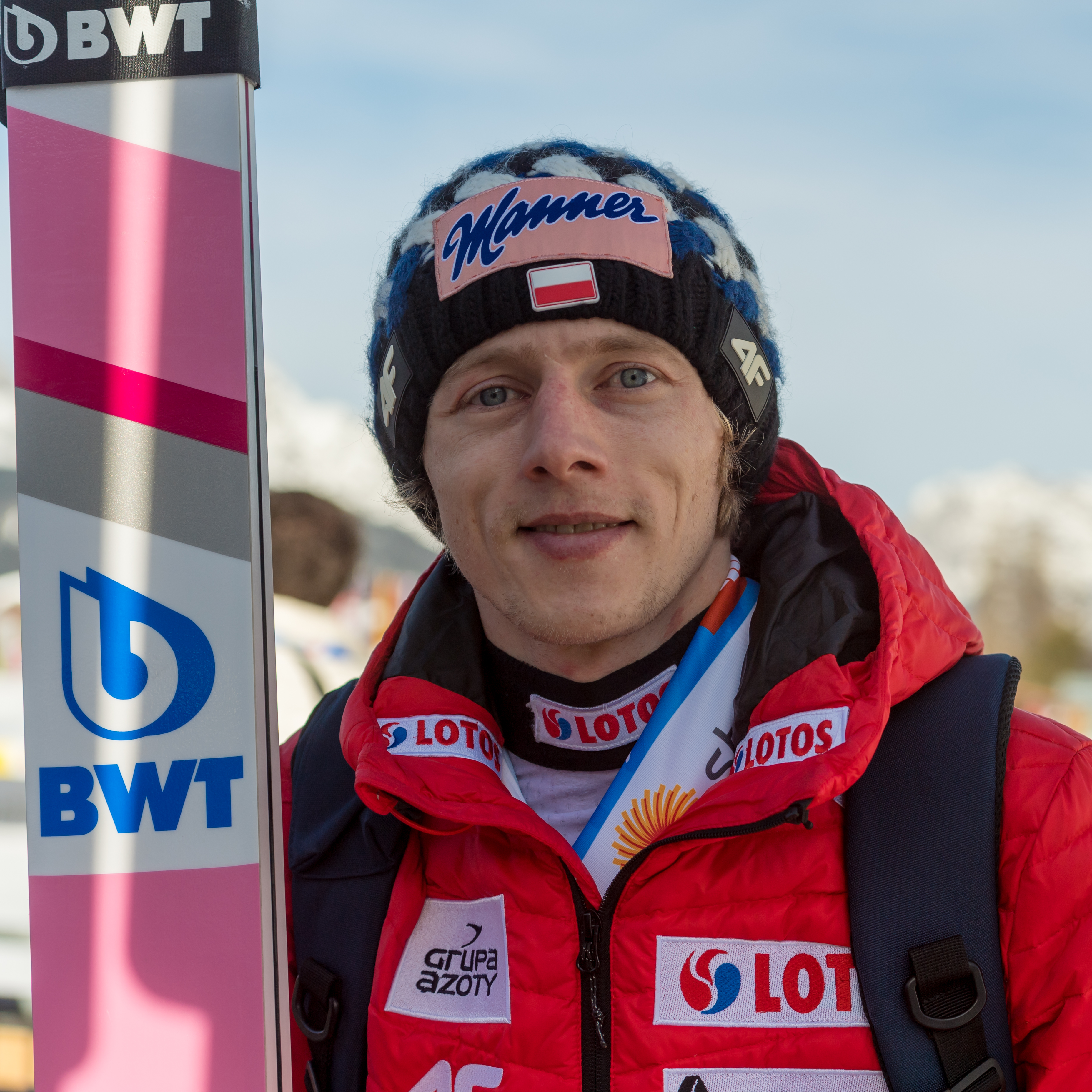
Dawid Kubacki zwycięzca 68. Turnieju Czterech Skoczni
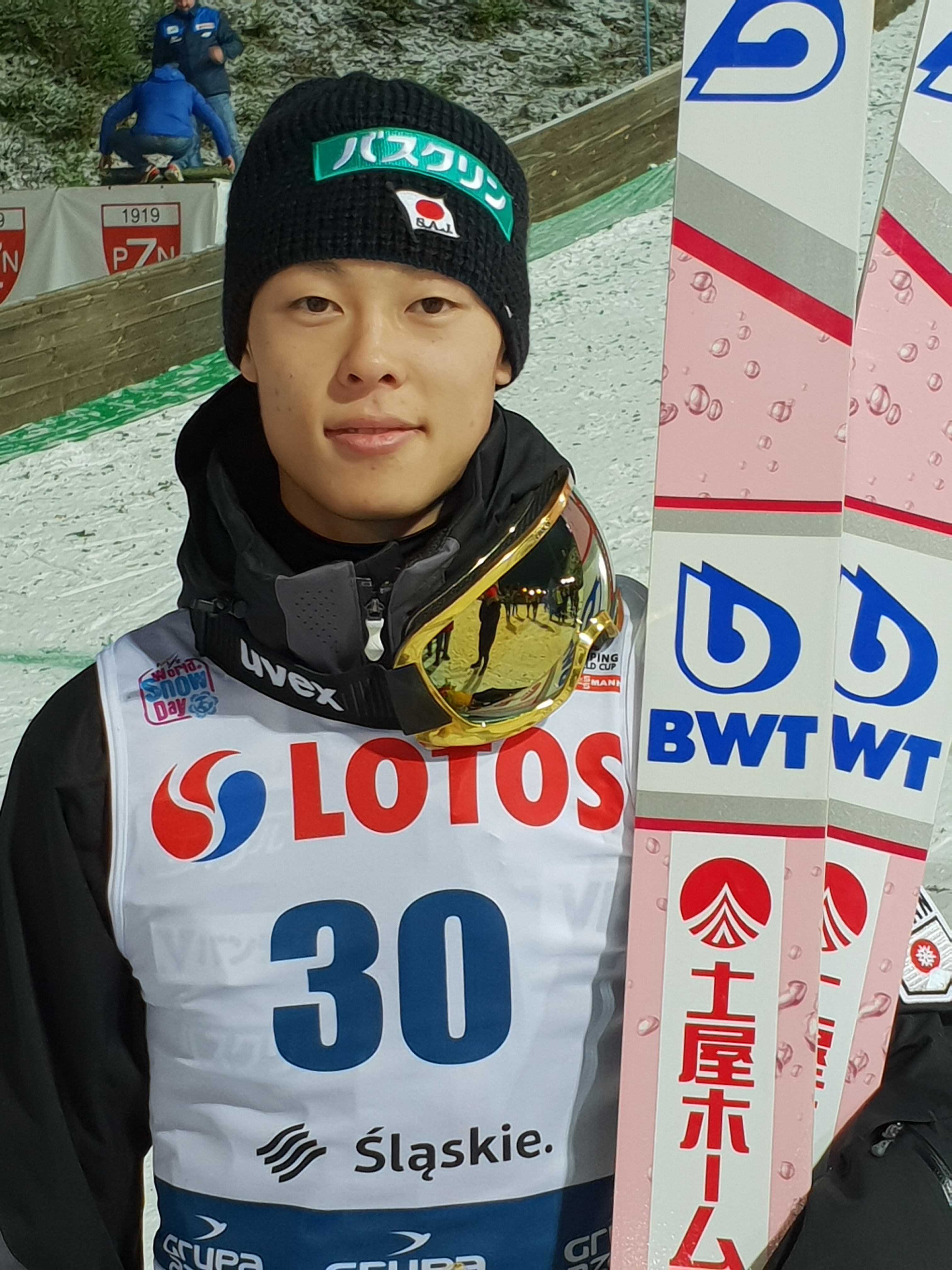
Ryōyū Kobayashi zwycięzca Titisee-Neustadt Five 2020
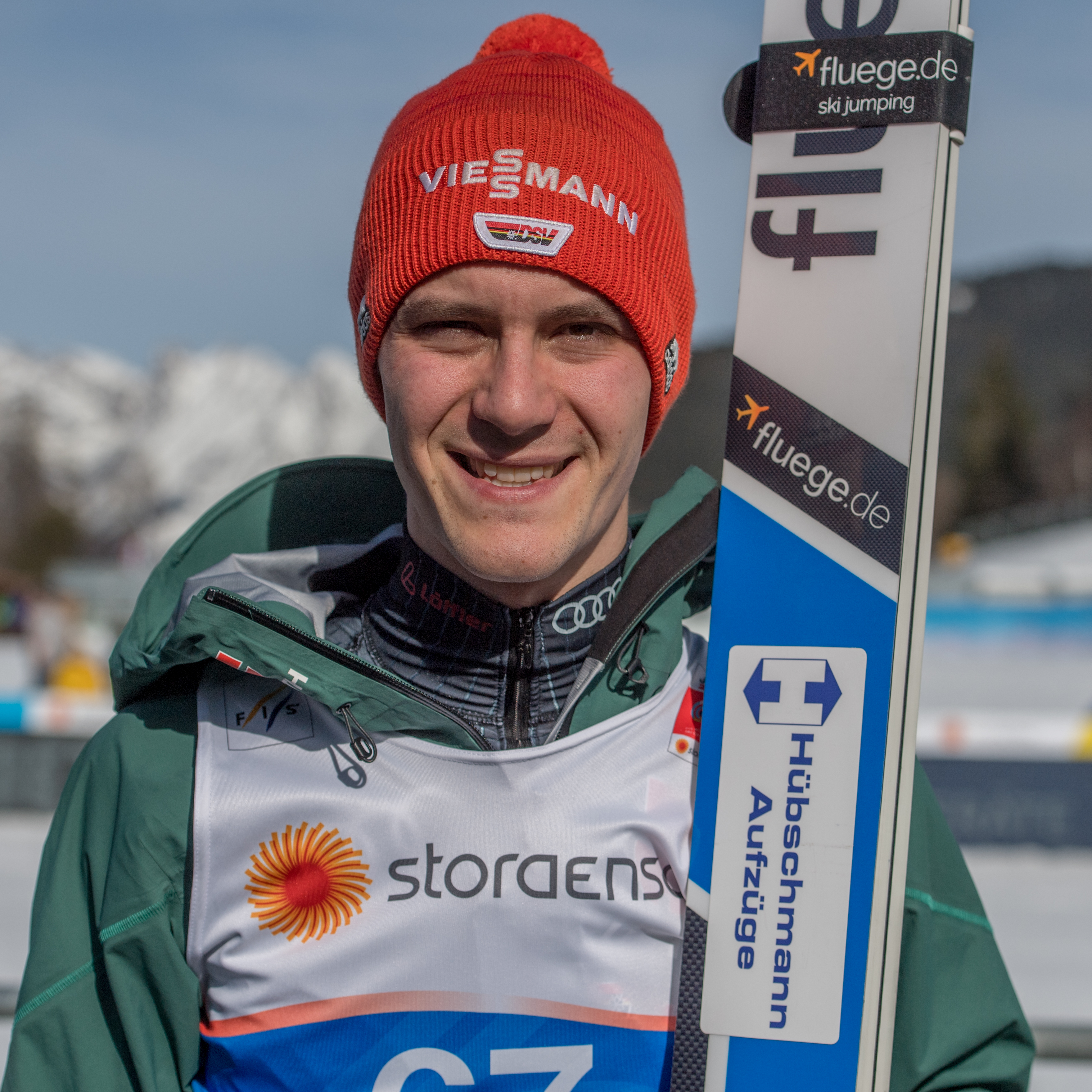
Stephan Leyhe zwycięzca Willingen Five 2020
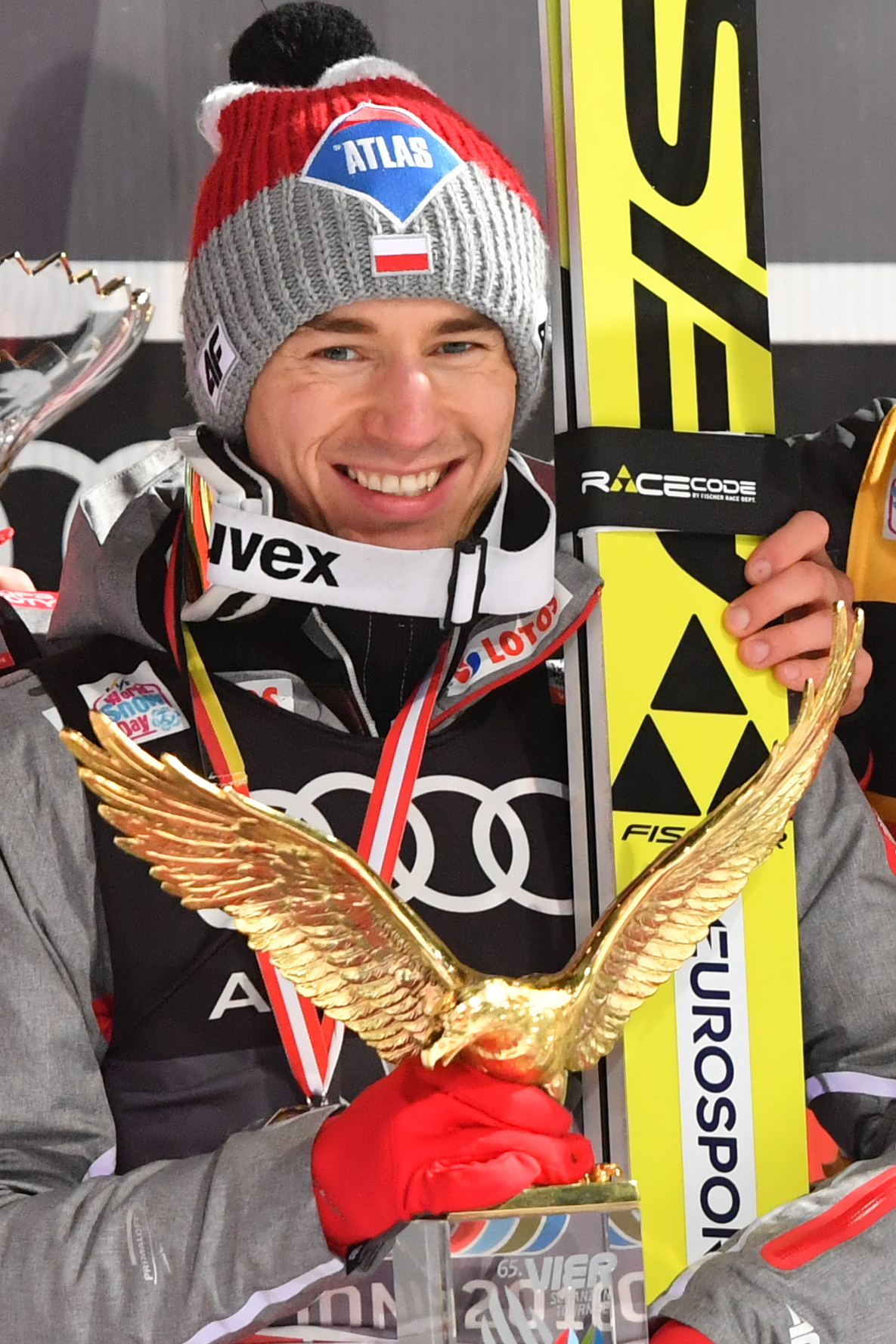
Kamil Stoch zwycięzca Raw Air 2020
Reprezentacja Niemiec zwycięzca klasyfikacji generalnej Pucharu Narodów

## Kalendarz zawodów
| Lp.                                                 | Data                                                | Miejscowość                                         | HS                                                  | Szczegóły                                           | Uwagi                                               | 1. miejsce                                                                                   | 2. miejsce                                                                                   | 3. miejsce                                                                       |
| --------------------------------------------------- | --------------------------------------------------- | --------------------------------------------------- | --------------------------------------------------- | --------------------------------------------------- | --------------------------------------------------- | -------------------------------------------------------------------------------------------- | -------------------------------------------------------------------------------------------- | -------------------------------------------------------------------------------- |
| 1.                                                  | 23 listopada 2019                                   | Wisła                                               | HS134                                               | szczegóły                                           | nocny, druż.                                        | Austria 1. Philipp Aschenwald 2. Daniel Huber 3. Jan Hörl 4. Stefan Kraft                    | Norwegia 1. Daniel-André Tande 2. Thomas Aasen Markeng 3. Marius Lindvik 4. Robert Johansson | Polska 1. Piotr Żyła 2. Jakub Wolny 3. Kamil Stoch 4. Dawid Kubacki              |
| 2.                                                  | 24 listopada 2019                                   | Wisła                                               | HS134                                               | szczegóły                                           | –                                                   | Daniel-André Tande                                                                           | Anže Lanišek                                                                                 | Kamil Stoch                                                                      |
| 3.                                                  | 30 listopada 2019                                   | Ruka                                                | HS142                                               | szczegóły                                           | nocny                                               | Daniel-André Tande                                                                           | Philipp Aschenwald                                                                           | Anže Lanišek                                                                     |
|                                                     | 1 grudnia 2019                                      | Ruka                                                | HS142                                               | szczegóły                                           | nocny                                               | odwołany                                                                                     | odwołany                                                                                     | odwołany                                                                         |
| 4.                                                  | 7 grudnia 2019                                      | Niżny Tagił                                         | HS134                                               | szczegóły                                           | nocny                                               | Yukiya Satō                                                                                  | Karl Geiger                                                                                  | Philipp Aschenwald                                                               |
| 5.                                                  | 8 grudnia 2019                                      | Niżny Tagił                                         | HS134                                               | szczegóły                                           | nocny                                               | Stefan Kraft                                                                                 | Killian Peier                                                                                | Ryōyū Kobayashi                                                                  |
| 6.                                                  | 14 grudnia 2019                                     | Klingenthal                                         | HS140                                               | szczegóły                                           | nocny, druż.                                        | Polska 1. Piotr Żyła 2. Jakub Wolny 3. Kamil Stoch 4. Dawid Kubacki                          | Austria 1. Philipp Aschenwald 2. Gregor Schlierenzauer 3. Michael Hayböck 4. Stefan Kraft    | Japonia 1. Yukiya Satō 2. Daiki Itō 3. Junshirō Kobayashi 4. Ryōyū Kobayashi     |
| 7.                                                  | 15 grudnia 2019                                     | Klingenthal                                         | HS140                                               | szczegóły                                           | nocny                                               | Ryōyū Kobayashi                                                                              | Stefan Kraft                                                                                 | Marius Lindvik                                                                   |
| 8.                                                  | 21 grudnia 2019                                     | Engelberg                                           | HS140                                               | szczegóły                                           | nocny                                               | Kamil Stoch                                                                                  | Stefan Kraft                                                                                 | Karl Geiger                                                                      |
| 9.                                                  | 22 grudnia 2019                                     | Engelberg                                           | HS140                                               | szczegóły                                           | –                                                   | Ryōyū Kobayashi                                                                              | Peter Prevc                                                                                  | Jan Hörl                                                                         |
| 10.                                                 | 29 grudnia 2019                                     | Oberstdorf                                          | HS137                                               | szczegóły                                           | TCS, nocny                                          | Ryōyū Kobayashi                                                                              | Karl Geiger                                                                                  | Dawid Kubacki                                                                    |
| 11.                                                 | 1 stycznia 2020                                     | Garmisch-Partenkirchen                              | HS142                                               | szczegóły                                           | TCS                                                 | Marius Lindvik                                                                               | Karl Geiger                                                                                  | Dawid Kubacki                                                                    |
| 12.                                                 | 4 stycznia 2020                                     | Innsbruck                                           | HS130                                               | szczegóły                                           | TCS                                                 | Marius Lindvik                                                                               | Dawid Kubacki                                                                                | Daniel-André Tande                                                               |
| 13.                                                 | 6 stycznia 2020                                     | Bischofshofen                                       | HS142                                               | szczegóły                                           | TCS, nocny                                          | Dawid Kubacki                                                                                | Karl Geiger                                                                                  | Marius Lindvik                                                                   |
| 68. Turniej Czterech Skoczni – klasyfikacja końcowa | 68. Turniej Czterech Skoczni – klasyfikacja końcowa | 68. Turniej Czterech Skoczni – klasyfikacja końcowa | 68. Turniej Czterech Skoczni – klasyfikacja końcowa | 68. Turniej Czterech Skoczni – klasyfikacja końcowa | 68. Turniej Czterech Skoczni – klasyfikacja końcowa | Dawid Kubacki                                                                                | Marius Lindvik                                                                               | Karl Geiger                                                                      |
| 14.                                                 | 11 stycznia 2020                                    | Predazzo                                            | HS104                                               | szczegóły                                           | nocny                                               | Karl Geiger                                                                                  | Stefan Kraft                                                                                 | Dawid Kubacki                                                                    |
| 15.                                                 | 12 stycznia 2020                                    | Predazzo                                            | HS104                                               | szczegóły                                           | nocny                                               | Karl Geiger                                                                                  | Stefan Kraft                                                                                 | Dawid Kubacki                                                                    |
| 16.                                                 | 18 stycznia 2020                                    | Titisee-Neustadt                                    | HS142                                               | szczegóły                                           | TNF, nocny                                          | Dawid Kubacki                                                                                | Stefan Kraft                                                                                 | Ryōyū Kobayashi                                                                  |
| 17.                                                 | 19 stycznia 2020                                    | Titisee-Neustadt                                    | HS142                                               | szczegóły                                           | TNF                                                 | Dawid Kubacki                                                                                | Ryōyū Kobayashi                                                                              | Timi Zajc                                                                        |
| Titisee-Neustadt Five 2020 – klasyfikacja końcowa   | Titisee-Neustadt Five 2020 – klasyfikacja końcowa   | Titisee-Neustadt Five 2020 – klasyfikacja końcowa   | Titisee-Neustadt Five 2020 – klasyfikacja końcowa   | Titisee-Neustadt Five 2020 – klasyfikacja końcowa   | Titisee-Neustadt Five 2020 – klasyfikacja końcowa   | Ryōyū Kobayashi                                                                              | Dawid Kubacki                                                                                | Stephan Leyhe                                                                    |
| 18.                                                 | 25 stycznia 2020                                    | Zakopane                                            | HS140                                               | szczegóły                                           | nocny, druż.                                        | Niemcy 1. Constantin Schmid 2. Markus Eisenbichler 3. Stephan Leyhe 4. Karl Geiger           | Norwegia 1. Marius Lindvik 2. Robert Johansson 3. Daniel-André Tande 4. Johann André Forfang | Słowenia 1. Anže Lanišek 2. Domen Prevc 3. Timi Zajc 4. Peter Prevc              |
| 19.                                                 | 26 stycznia 2020                                    | Zakopane                                            | HS140                                               | szczegóły                                           | nocny                                               | Kamil Stoch                                                                                  | Stefan Kraft                                                                                 | Dawid Kubacki                                                                    |
| 20.                                                 | 1 lutego 2020                                       | Sapporo                                             | HS137                                               | szczegóły                                           | nocny                                               | Yukiya Satō                                                                                  | Stefan Kraft                                                                                 | Dawid Kubacki                                                                    |
| 21.                                                 | 2 lutego 2020                                       | Sapporo                                             | HS137                                               | szczegóły                                           | –                                                   | Stefan Kraft                                                                                 | Stephan Leyhe                                                                                | Ryōyū Kobayashi                                                                  |
| 22.                                                 | 8 lutego 2020                                       | Willingen                                           | HS145                                               | szczegóły                                           | WF, nocny                                           | Stephan Leyhe                                                                                | Marius Lindvik                                                                               | Kamil Stoch                                                                      |
|                                                     | 9 lutego 2020                                       | Willingen                                           | HS145                                               | szczegóły                                           | WF, nocny                                           | odwołany                                                                                     | odwołany                                                                                     | odwołany                                                                         |
| Willingen Five 2020 – klasyfikacja końcowa          | Willingen Five 2020 – klasyfikacja końcowa          | Willingen Five 2020 – klasyfikacja końcowa          | Willingen Five 2020 – klasyfikacja końcowa          | Willingen Five 2020 – klasyfikacja końcowa          | Willingen Five 2020 – klasyfikacja końcowa          | Stephan Leyhe                                                                                | Stefan Kraft                                                                                 | Marius Lindvik                                                                   |
| 23.                                                 | 15 lutego 2020                                      | Bad Mitterndorf                                     | HS235                                               | szczegóły                                           | loty                                                | Piotr Żyła                                                                                   | Timi Zajc                                                                                    | Stefan Kraft                                                                     |
| 24.                                                 | 16 lutego 2020                                      | Bad Mitterndorf                                     | HS235                                               | szczegóły                                           | loty                                                | Stefan Kraft                                                                                 | Ryōyū Kobayashi                                                                              | Timi Zajc                                                                        |
| 25.                                                 | 21 lutego 2020                                      | Râșnov                                              | HS97                                                | szczegóły                                           | –                                                   | Karl Geiger                                                                                  | Stephan Leyhe                                                                                | Stefan Kraft                                                                     |
| 26.                                                 | 22 lutego 2020                                      | Râșnov                                              | HS97                                                | szczegóły                                           | –                                                   | Stefan Kraft                                                                                 | Karl Geiger                                                                                  | Constantin Schmid                                                                |
| 27.                                                 | 28 lutego 2020                                      | Lahti                                               | HS130                                               | szczegóły                                           | nocny                                               | Stefan Kraft                                                                                 | Karl Geiger                                                                                  | Daniel-André Tande                                                               |
| 28.                                                 | 29 lutego 2020                                      | Lahti                                               | HS130                                               | szczegóły                                           | nocny, druż.                                        | Niemcy 1. Constantin Schmid 2. Pius Paschke 3. Stephan Leyhe 4. Karl Geiger                  | Słowenia 1. Cene Prevc 2. Timi Zajc 3. Peter Prevc 4. Anže Lanišek                           | Austria 1. Philipp Aschenwald 2. Stefan Huber 3. Michael Hayböck 4. Stefan Kraft |
| 29.                                                 | 1 marca 2020                                        | Lahti                                               | HS130                                               | szczegóły                                           | –                                                   | Karl Geiger                                                                                  | Stefan Kraft                                                                                 | Michael Hayböck                                                                  |
| 30.                                                 | 7 marca 2020                                        | Oslo                                                | HS134                                               | szczegóły                                           | RA, druż.                                           | Norwegia 1. Johann André Forfang 2. Robert Johansson 3. Daniel-André Tande 4. Marius Lindvik | Niemcy 1. Constantin Schmid 2. Pius Paschke 3. Stephan Leyhe 4. Karl Geiger                  | Słowenia 1. Žiga Jelar 2. Timi Zajc 3. Anže Lanišek 4. Peter Prevc               |
|                                                     | 8 marca 2020                                        | Oslo                                                | HS134                                               | szczegóły                                           | RA                                                  | odwołany                                                                                     | odwołany                                                                                     | odwołany                                                                         |
| 31.                                                 | 9 marca 2020                                        | Lillehammer                                         | HS140                                               | szczegóły                                           | RA, nocny                                           | Peter Prevc                                                                                  | Markus Eisenbichler                                                                          | Stephan Leyhe                                                                    |
| 32.                                                 | 10 marca 2020                                       | Lillehammer                                         | HS140                                               | szczegóły                                           | RA, nocny                                           | Kamil Stoch                                                                                  | Žiga Jelar                                                                                   | Timi Zajc                                                                        |
|                                                     | 12 marca 2020                                       | Trondheim                                           | HS138                                               | szczegóły                                           | RA, nocny                                           | odwołany                                                                                     | odwołany                                                                                     | odwołany                                                                         |
|                                                     | 14 marca 2020                                       | Vikersund                                           | HS240                                               | szczegóły                                           | RA, loty, nocny, druż.                              | odwołany                                                                                     | odwołany                                                                                     | odwołany                                                                         |
|                                                     | 15 marca 2020                                       | Vikersund                                           | HS240                                               | szczegóły                                           | RA, loty                                            | odwołany                                                                                     | odwołany                                                                                     | odwołany                                                                         |
| Raw Air 2020 – klasyfikacja końcowa                 | Raw Air 2020 – klasyfikacja końcowa                 | Raw Air 2020 – klasyfikacja końcowa                 | Raw Air 2020 – klasyfikacja końcowa                 | Raw Air 2020 – klasyfikacja końcowa                 | Raw Air 2020 – klasyfikacja końcowa                 | Kamil Stoch                                                                                  | Ryōyū Kobayashi                                                                              | Marius Lindvik                                                                   |
| Klasyfikacje generalne                              | Klasyfikacje generalne                              | Klasyfikacje generalne                              | Klasyfikacje generalne                              | Klasyfikacje generalne                              | Klasyfikacje generalne                              | 1. miejsce                                                                                   | 2. miejsce                                                                                   | 3. miejsce                                                                       |
| Puchar Świata w skokach narciarskich 2019/2020      | Puchar Świata w skokach narciarskich 2019/2020      | Puchar Świata w skokach narciarskich 2019/2020      | Puchar Świata w skokach narciarskich 2019/2020      | Puchar Świata w skokach narciarskich 2019/2020      | Puchar Świata w skokach narciarskich 2019/2020      | Stefan Kraft                                                                                 | Karl Geiger                                                                                  | Ryōyū Kobayashi                                                                  |
| Puchar Świata w lotach narciarskich 2019/2020       | Puchar Świata w lotach narciarskich 2019/2020       | Puchar Świata w lotach narciarskich 2019/2020       | Puchar Świata w lotach narciarskich 2019/2020       | Puchar Świata w lotach narciarskich 2019/2020       | Puchar Świata w lotach narciarskich 2019/2020       | Stefan Kraft                                                                                 | Timi Zajc                                                                                    | Piotr Żyła                                                                       |
| Puchar Narodów w skokach narciarskich 2019/2020     | Puchar Narodów w skokach narciarskich 2019/2020     | Puchar Narodów w skokach narciarskich 2019/2020     | Puchar Narodów w skokach narciarskich 2019/2020     | Puchar Narodów w skokach narciarskich 2019/2020     | Puchar Narodów w skokach narciarskich 2019/2020     | Niemcy                                                                                       | Austria                                                                                      | Norwegia                                                                         |

## Skocznie
| LillehammerWisłaRukaKlingenthalOsloZakopaneTrondheimWillingenBad MitterndorfLahtiRâșnovNiżny Tagił Miejsca zawodów w Europie | OberstdorfGa-PaInnsbruckTitisee-NeustadtBischofshofenPredazzoEngelberg Miejsca zawodów w Alpach | Sapporo Miejsca zawodów w Azji |

W tabeli podano rekordy skoczni obowiązujące przed rozpoczęciem Pucharu Świata 2019/2020 lub ustanowione bądź wyrównane w trakcie jego trwania (wyróżnione wytłuszczeniem).
| Zdjęcie           | Nazwa skoczni               | Miejscowość            | K    | HS    | Rekord skoczni | Rekord skoczni        | Rekord skoczni | Źr.           |
| Zdjęcie           | Nazwa skoczni               | Miejscowość            | K    | HS    | Odległość      | Rekordzista           | Data           | Źr.           |
| ----------------- | --------------------------- | ---------------------- | ---- | ----- | -------------- | --------------------- | -------------- | ------------- |
|                   | im. Adama Małysza           | Wisła                  | K120 | HS134 | 139,0 m        | Stefan Kraft          | 08.01.2013     | [ 17 ]        |
|                   | Rukatunturi                 | Ruka                   | K120 | HS142 | 147,5 m        | Stefan Kraft          | 25.11.2017     | [ 18 ]        |
| Ryōyū Kobayashi   | Rukatunturi                 | Ruka                   | K120 | HS142 | 147,5 m        | 25.11.2018            |                | [ 18 ]        |
| Karl Geiger       | Rukatunturi                 | Ruka                   | K120 | HS142 | 147,5 m        | 29.11.2019            |                | [ 18 ]        |
|                   | Aist                        | Niżny Tagił            | K120 | HS134 | 141,5 m        | Johann André Forfang  | 02.12.2017     | [ 19 ]        |
|                   | Vogtland Arena              | Klingenthal            | K125 | HS140 | 146,5 m        | Michael Uhrmann       | 02.02.2011     | [ 20 ]        |
|                   | Gross-Titlis-Schanze        | Engelberg              | K125 | HS140 | 144,0 m        | Domen Prevc           | 18.12.2016     | [ 21 ]        |
| Ryōyū Kobayashi   | Gross-Titlis-Schanze        | Engelberg              | K125 | HS140 | 144,0 m        | 16.12.2018            |                | [ 21 ]        |
|                   | Schattenbergschanze         | Oberstdorf             | K120 | HS137 | 143,5 m        | Sigurd Pettersen      | 29.12.2003     | [ 22 ]        |
|                   | Große Olympiaschanze        | Garmisch-Partenkirchen | K125 | HS142 | 143,5 m        | Simon Ammann          | 01.01.2010     | [ 23 ]        |
| Marius Lindvik    | Große Olympiaschanze        | Garmisch-Partenkirchen | K125 | HS142 | 143,5 m        | 01.01.2020            |                | [ 23 ]        |
|                   | Bergisel                    | Innsbruck              | K120 | HS130 | 138,0 m        | Michael Hayböck       | 04.01.2015     | [ 24 ]        |
|                   | Paul-Ausserleitner-Schanze  | Bischofshofen          | K125 | HS142 | 145,0 m        | Dawid Kubacki         | 06.01.2019     | [ 25 ]        |
|                   | Trampolino Dal Ben          | Predazzo               | K95  | HS104 | 107,5 m        | Adam Małysz           | 28.02.2003     | [ 26 ]        |
|                   | Hochfirstschanze            | Titisee-Neustadt       | K125 | HS142 | 148,0 m        | Domen Prevc           | 11.03.2016     | [ 27 ]        |
|                   | Wielka Krokiew              | Zakopane               | K125 | HS140 | 147,0 m        | Yukiya Satō           | 25.01.2020     | [ 28 ]        |
|                   | Ōkurayama                   | Sapporo                | K123 | HS137 | 148,5 m        | Kamil Stoch           | 26.01.2019     | [ 29 ]        |
|                   | Mühlenkopfschanze           | Willingen              | K130 | HS145 | 152,0 m        | Janne Ahonen          | 09.01.2005     | [ 30 ]        |
| Jurij Tepeš       | Mühlenkopfschanze           | Willingen              | K130 | HS145 | 152,0 m        | 01.02.2014            |                | [ 30 ]        |
|                   | Kulm                        | Bad Mitterndorf        | K200 | HS235 | 244,0 m        | Peter Prevc           | 16.01.2016     | [ 31 ]        |
|                   | Trambulina Valea Cărbunării | Râșnov                 | K90  | HS97  | 103,0 m        | Gregor Schlierenzauer | 22.02.2020     | [ 32 ]        |
| Constantin Schmid | Trambulina Valea Cărbunării | Râșnov                 | K90  | HS97  | 103,0 m        |                       | 22.02.2020     | [ 32 ]        |
| Stefan Kraft      | Trambulina Valea Cărbunării | Râșnov                 | K90  | HS97  | 103,0 m        |                       | 22.02.2020     | [ 32 ]        |
|                   | Salpausselkä                | Lahti                  | K116 | HS130 | 138,0 m        | Johann André Forfang  | 04.03.2017     | [ 33 ]        |
|                   | Holmenkollbakken            | Oslo                   | K120 | HS134 | 144,0 m        | Robert Johansson      | 09.03.2019     | [ 34 ]        |
|                   | Lysgårdsbakken              | Lillehammer            | K123 | HS140 | 146,0 m        | Simon Ammann          | 05.12.2009     | [ 35 ]        |
|                   | Granåsen                    | Trondheim              | K124 | HS138 | 146,0 m        | Kamil Stoch           | 15.03.2018     | [ 36 ] [ 37 ] |

## Statystyki indywidualne
| Zawodnik | Wisła 24.11 | Ruka 30.11 | Niżny Tagił 7.12 | Niżny Tagił 8.12 | Klingenthal 15.12 | Engelberg 21.12 | Engelberg 22.12 | Oberstdorf 29.12 | Garmisch-Partenkirchen 1.01 | Innsbruck 4.01 | Bischofshofen 6.01 | Predazzo 11.01 | Predazzo 12.01 | Titisee-Neustadt 18.01 | Titisee-Neustadt 19.01 | Zakopane 26.01 | Sapporo 1.02 | Sapporo 2.02 | Willingen 8.02 | Bad Mitterndorf 15.02 | Bad Mitterndorf 16.02 | Râșnov 21.02 | Râșnov 22.02 | Lahti 28.02 | Lahti 1.03 | Lillehammer 9.03 | Lillehammer 10.03 |         |         |
| Austria | Austria     | Austria    | Austria          | Austria          | Austria           | Austria         | Austria         | Austria          | Austria                     | Austria        | Austria            | Austria        | Austria        | Austria                | Austria                | Austria        | Austria      | Austria      | Austria        | Austria               | Austria               | Austria      | Austria      | Austria     | Austria    | Austria          | Austria           | Austria | Austria |
| --- | ----------- | ---------- | ---------------- | ---------------- | ----------------- | --------------- | --------------- | ---------------- | --------------------------- | -------------- | ------------------ | -------------- | -------------- | ---------------------- | ---------------------- | -------------- | ------------ | ------------ | -------------- | --------------------- | --------------------- | ------------ | ------------ | ----------- | ---------- | ---------------- | ----------------- | ------- | ------- |
| Clemens Aigner | –           | –          | –                | –                | –                 | –               | –               | –                | –                           | 35             | 26                 | –              | –              | –                      | –                      | –              | –            | –            | –              | –                     | –                     | –            | –            | –           | –          | 34               | 36                |         |         |
| Philipp Aschenwald | 18          | 2          | 3                | 20               | 4                 | 14              | 6               | 6                | 25                          | 13             | 10                 | 36             | 12             | 25                     | 12                     | 9              | –            | –            | 20             | 19                    | 26                    | 7            | 13           | 10          | 18         | 15               | 6                 |         |         |
| Manuel Fettner | –           | –          | –                | –                | –                 | –               | –               | –                | –                           | q              | 41                 | –              | –              | –                      | –                      | –              | –            | –            | –              | –                     | –                     | –            | –            | –           | –          | –                | –                 |         |         |
| Michael Hayböck | q           | 36         | 21               | 13               | 35                | 18              | 34              | 14               | 28                          | 23             | 19                 | 16             | 20             | 29                     | 29                     | 18             | 16           | 8            | 18             | 11                    | 23                    | 30           | 11           | 9           | 3          | 29               | 16                |         |         |
| Thomas Hofer | –           | –          | –                | –                | –                 | –               | –               | –                | –                           | q              | q                  | –              | –              | –                      | –                      | –              | –            | –            | –              | –                     | –                     | –            | –            | –           | –          | –                | –                 |         |         |
| Jan Hörl | 12          | 9          | 15               | 18               | 20                | 20              | 3               | 25               | 29                          | 21             | 32                 | 36             | 24             | 21                     | 37                     | 28             | 30           | 24           | –              | –                     | –                     | 34           | 39           | 29          | 47         | –                | –                 |         |         |
| Daniel Huber | 19          | 5          | 19               | 19               | 45                | 7               | 5               | q                | 6                           | 25             | 15                 | 15             | 18             | 19                     | 16                     | 19             | 13           | 14           | dsq            | 22                    | 15                    | 13           | 19           | 25          | 20         | 18               | 31                |         |         |
| Stefan Huber | –           | –          | –                | –                | –                 | –               | –               | –                | –                           | 32             | 24                 | –              | –              | –                      | –                      | –              | –            | –            | 34             | 49                    | 24                    | 37           | 20           | 8           | 33         | 47               | 47                |         |         |
| Stefan Kraft | 21          | 4          | 7                | 1                | 2                 | 2               | 18              | 4                | 13                          | 4              | 4                  | 2              | 2              | 2                      | 11                     | 2              | 2            | 1            | 4              | 3                     | 1                     | 3            | 1            | 1           | 2          | 8                | 17                |         |         |
| Clemens Leitner | –           | –          | –                | –                | –                 | –               | –               | q                | 41                          | 39             | 25                 | –              | –              | –                      | –                      | –              | –            | –            | –              | 44                    | 40                    | –            | –            | –           | –          | –                | –                 |         |         |
| Stefan Rainer | –           | –          | –                | –                | –                 | –               | –               | –                | –                           | q              | q                  | –              | –              | –                      | –                      | –              | –            | –            | –              | –                     | –                     | –            | –            | –           | –          | –                | –                 |         |         |
| Markus Schiffner | –           | –          | –                | –                | –                 | –               | –               | –                | –                           | 42             | 45                 | –              | –              | –                      | –                      | –              | –            | –            | –              | –                     | –                     | –            | –            | –           | –          | –                | –                 |         |         |
| Gregor Schlierenzauer | 30          | 14         | 4                | 44               | 12                | 37              | 15              | 31               | 35                          | 6              | 17                 | 20             | 17             | 15                     | 14                     | 32             | 33           | 37           | 7              | 40                    | q                     | 17           | 12           | 26          | 13         | 10               | 18                |         |         |
| Marco Wörgötter | –           | –          | –                | –                | –                 | –               | –               | –                | –                           | –              | –                  | –              | –              | –                      | –                      | –              | 22           | 43           | 36             | –                     | –                     | –            | –            | –           | –          | –                | –                 |         |         |
| Bułgaria |             |            |                  |                  |                   |                 |                 |                  |                             |                |                    |                |                |                        |                        |                |              |              |                |                       |                       |              |              |             |            |                  |                   |         |         |
| Władimir Zografski | 32          | 44         | 30               | q                | 44                | 44              | 27              | 48               | q                           | q              | q                  | 33             | 42             | 36                     | 22                     | 25             | –            | –            | 16             | 32                    | 27                    | 22           | 36           | 38          | 39         | 31               | 46                |         |         |
| Czechy |             |            |                  |                  |                   |                 |                 |                  |                             |                |                    |                |                |                        |                        |                |              |              |                |                       |                       |              |              |             |            |                  |                   |         |         |
| Roman Koudelka | q           | 37         | 34               | 41               | –                 | 26              | 36              | 26               | 8                           | 16             | 23                 | 14             | 11             | 23                     | 34                     | 17             | 6            | 11           | 28             | 42                    | 25                    | 27           | 18           | 30          | 34         | 36               | 49                |         |         |
| Čestmír Kožíšek | –           | –          | –                | –                | 39                | –               | –               | q                | q                           | q              | q                  | –              | –              | –                      | –                      | –              | –            | –            | –              | 41                    | q                     | 45           | 41           | –           | –          | q                | 42                |         |         |
| Viktor Polášek | 49          | q          | 49               | 32               | –                 | 27              | 42              | 46               | 48                          | 43             | q                  | 24             | 27             | 38                     | 44                     | 40             | 32           | 41           | 32             | –                     | –                     | 38           | 47           | –           | –          | –                | –                 |         |         |
| Filip Sakala | 36          | q          | 43               | q                | 46                | 41              | 45              | q                | 49                          | 48             | q                  | 46             | 46             | –                      | –                      | 45             | –            | –            | –              | 52                    | q                     | –            | –            | –           | –          | q                | q                 |         |         |
| Vojtěch Štursa | q           | q          | 48               | q                | –                 | q               | 40              | –                | –                           | –              | –                  | –              | –              | –                      | –                      | 34             | 40           | 45           | 43             | 47                    | q                     | 39           | 48           | q           | 59         | q                | q                 |         |         |
| Estonia |             |            |                  |                  |                   |                 |                 |                  |                             |                |                    |                |                |                        |                        |                |              |              |                |                       |                       |              |              |             |            |                  |                   |         |         |
| Artti Aigro | –           | 38         | –                | –                | –                 | –               | –               | q                | q                           | q              | q                  | –              | –              | –                      | –                      | q              | 25           | 38           | q              | 26                    | 33                    | –            | –            | q           | 53         | q                | 35                |         |         |
| Kevin Maltsev | –           | –          | –                | –                | –                 | –               | –               | –                | –                           | –              | –                  | –              | –              | –                      | –                      | –              | q            | q            | q              | –                     | –                     | –            | –            | –           | –          | –                | –                 |         |         |
| Martti Nõmme | –           | q          | –                | –                | –                 | –               | –               | –                | –                           | –              | –                  | –              | –              | –                      | –                      | q              | –            | –            | –              | –                     | –                     | –            | –            | –           | –          | –                | –                 |         |         |
| Finlandia |             |            |                  |                  |                   |                 |                 |                  |                             |                |                    |                |                |                        |                        |                |              |              |                |                       |                       |              |              |             |            |                  |                   |         |         |
| Antti Aalto | –           | 40         | 34               | 33               | 23                | 47              | 46              | 37               | q                           | 24             | 34                 | –              | –              | 31                     | 21                     | 27             | 43           | 26           | 27             | 6                     | 11                    | 19           | 26           | 44          | 52         | 26               | 22                |         |         |
| Mico Ahonen | –           | –          | –                | –                | –                 | –               | –               | –                | –                           | –              | –                  | –              | –              | –                      | –                      | –              | –            | –            | –              | –                     | –                     | –            | –            | q           | –          | –                | –                 |         |         |
| Andreas Alamommo | 47          | 47         | q                | q                | –                 | –               | –               | –                | –                           | q              | q                  | q              | q              | –                      | –                      | –              | –            | –            | –              | –                     | –                     | –            | –            | q           | –          | –                | –                 |         |         |
| Niko Kytösaho | q           | 21         | –                | –                | q                 | 45              | 60              | q                | q                           | q              | q                  | –              | –              | –                      | –                      | –              | –            | –            | –              | –                     | –                     | –            | –            | 39          | 57         | q                | 32                |         |         |
| Jarkko Määttä | q           | 42         | –                | –                | 50                | –               | –               | –                | –                           | –              | –                  | q              | 49             | 41                     | 36                     | 35             | –            | –            | 48             | 50                    | 37                    | –            | –            | 43          | 41         | –                | –                 |         |         |
| Eetu Nousiainen | 48          | q          | 50               | 47               | q                 | –               | –               | q                | q                           | –              | –                  | –              | –              | –                      | –                      | –              | –            | –            | –              | –                     | –                     | –            | –            | q           | –          | –                | –                 |         |         |
| Juho Ojala | –           | q          | –                | –                | –                 | –               | –               | –                | –                           | –              | –                  | –              | –              | –                      | –                      | –              | –            | –            | –              | –                     | –                     | –            | –            | –           | –          | –                | –                 |         |         |
| Arttu Pohjola | –           | q          | –                | –                | –                 | q               | 53              | –                | –                           | –              | –                  | –              | –              | –                      | –                      | –              | –            | –            | q              | 53                    | q                     | –            | –            | q           | 51         | –                | –                 |         |         |
| Jonne Veteläinen | –           | q          | –                | –                | –                 | –               | –               | –                | –                           | –              | –                  | –              | –              | –                      | –                      | –              | –            | –            | –              | –                     | –                     | –            | –            | –           | –          | –                | –                 |         |         |
| Francja |             |            |                  |                  |                   |                 |                 |                  |                             |                |                    |                |                |                        |                        |                |              |              |                |                       |                       |              |              |             |            |                  |                   |         |         |
| Mathis Contamine | –           | –          | –                | –                | –                 | –               | –               | q                | q                           | q              | q                  | –              | –              | –                      | –                      | –              | –            | –            | –              | –                     | –                     | –            | –            | –           | –          | –                | –                 |         |         |
| Jonathan Learoyd | –           | –          | –                | –                | –                 | –               | –               | q                | q                           | q              | –                  | –              | –              | –                      | –                      | –              | –            | –            | –              | –                     | –                     | –            | –            | –           | –          | –                | –                 |         |         |
| Japonia |             |            |                  |                  |                   |                 |                 |                  |                             |                |                    |                |                |                        |                        |                |              |              |                |                       |                       |              |              |             |            |                  |                   |         |         |
| Daiki Itō | 5           | 35         | 11               | 31               | 21                | –               | –               | 18               | 5                           | 18             | 8                  | 12             | 45             | 16                     | 20                     | 20             | q            | 19           | –              | –                     | –                     | –            | –            | 21          | 25         | 16               | 30                |         |         |
| Kenshirō Itō | –           | –          | –                | –                | –                 | 48              | 55              | –                | –                           | –              | –                  | –              | –              | –                      | –                      | –              | –            | –            | –              | –                     | –                     | –            | –            | –           | –          | –                | –                 |         |         |
| Yūken Iwasa | –           | –          | –                | –                | –                 | 30              | 23              | –                | –                           | –              | –                  | –              | –              | –                      | –                      | –              | 28           | 29           | –              | –                     | –                     | 36           | 38           | –           | –          | –                | –                 |         |         |
| Noriaki Kasai | q           | q          | q                | 45               | 33                | –               | –               | –                | –                           | –              | –                  | –              | –              | –                      | –                      | –              | q            | 36           | –              | –                     | –                     | –            | –            | –           | –          | –                | –                 |         |         |
| Junshirō Kobayashi | 10          | 17         | 26               | 29               | 36                | –               | –               | 23               | dsq                         | 22             | 29                 | 35             | 21             | 28                     | 23                     | 46             | 42           | 20           | 12             | 21                    | 19                    | –            | –            | dsq         | 22         | 27               | 24                |         |         |
| Ryōyū Kobayashi | 4           | 6          | 6                | 3                | 1                 | 4               | 1               | 1                | 4                           | 14             | 7                  | 26             | 25             | 3                      | 2                      | 7              | 15           | 3            | 9              | 9                     | 2                     | –            | –            | 14          | 7          | 9                | 4                 |         |         |
| Naoki Nakamura | 13          | 43         | 36               | 49               | 16                | –               | –               | 31               | 36                          | 28             | 36                 | 34             | 43             | 33                     | 30                     | q              | 37           | 39           | 44             | 43                    | 35                    | –            | –            | q           | 43         | 44               | 39                |         |         |
| Ren Nikaidō | –           | –          | –                | –                | –                 | –               | –               | –                | –                           | –              | –                  | –              | –              | –                      | –                      | –              | 35           | 46           | –              | –                     | –                     | –            | –            | –           | –          | –                | –                 |         |         |
| Keiichi Satō | –           | –          | –                | –                | –                 | 29              | 21              | q                | 23                          | 29             | 38                 | 30             | 21             | 24                     | 28                     | 21             | 24           | 12           | 33             | 36                    | q                     | –            | –            | 24          | 21         | 35               | 21                |         |         |
| Yukiya Satō | 17          | 32         | 1                | 11               | 6                 | –               | –               | 7                | 27                          | 46             | 12                 | 11             | 10             | 18                     | 7                      | 22             | 1            | 16           | 11             | 27                    | dsq                   | –            | –            | 21          | 14         | 12               | 14                |         |         |
| Taku Takeuchi | –           | –          | –                | –                | –                 | 16              | 50              | 41               | 31                          | 30             | 37                 | –              | –              | –                      | –                      | –              | 20           | 31           | 38             | 37                    | 30                    | 43           | 43           | –           | –          | –                | –                 |         |         |
| Shōhei Tochimoto | –           | –          | –                | –                | –                 | q               | 51              | –                | –                           | –              | –                  | –              | –              | –                      | –                      | –              | 31           | 50           | –              | –                     | –                     | 40           | 29           | –           | –          | –                | –                 |         |         |
| Hiroaki Watanabe | –           | –          | –                | –                | –                 | –               | –               | –                | –                           | –              | –                  | –              | –              | –                      | –                      | –              | q            | 33           | –              | –                     | –                     | 35           | 28           | –           | –          | –                | –                 |         |         |
| Kanada |             |            |                  |                  |                   |                 |                 |                  |                             |                |                    |                |                |                        |                        |                |              |              |                |                       |                       |              |              |             |            |                  |                   |         |         |
| Mackenzie Boyd-Clowes | 41          | 34         | 40               | 42               | 48                | q               | 17              | 39               | 37                          | 37             | 42                 | 44             | 40             | 30                     | 32                     | q              | 29           | 48           | 40             | 34                    | q                     | –            | –            | 35          | 28         | 32               | q                 |         |         |
| Matthew Soukup | q           | q          | –                | –                | –                 | –               | –               | q                | q                           | –              | –                  | –              | –              | –                      | –                      | –              | 48           | q            | –              | 51                    | q                     | q            | q            | –           | –          | q                | q                 |         |         |
| Kazachstan |             |            |                  |                  |                   |                 |                 |                  |                             |                |                    |                |                |                        |                        |                |              |              |                |                       |                       |              |              |             |            |                  |                   |         |         |
| Sabirżan Muminow | q           | –          | q                | q                | q                 | 49              | 38              | q                | q                           | q              | q                  | 42             | q              | 48                     | 43                     | 50             | –            | –            | –              | –                     | –                     | 46           | 40           | q           | 46         | q                | 44                |         |         |
| Siergiej Tkaczenko | q           | –          | 39               | 46               | q                 | 32              | 24              | 35               | q                           | q              | 35                 | 41             | 29             | 37                     | 35                     | 42             | –            | –            | –              | –                     | –                     | 32           | 41           | 40          | 40         | q                | 27                |         |         |
| Korea Południowa |             |            |                  |                  |                   |                 |                 |                  |                             |                |                    |                |                |                        |                        |                |              |              |                |                       |                       |              |              |             |            |                  |                   |         |         |
| Choi Heung-chul | –           | –          | –                | –                | q                 | q               | 62              | –                | –                           | –              | –                  | –              | –              | 49                     | 42                     | –              | q            | q            | –              | –                     | –                     | –            | –            | –           | –          | –                | –                 |         |         |
| Choi Seou | –           | –          | –                | –                | q                 | q               | 49              | –                | –                           | –              | –                  | –              | –              | q                      | q                      | –              | q            | q            | –              | –                     | –                     | –            | –            | –           | –          | –                | –                 |         |         |
| Niemcy |             |            |                  |                  |                   |                 |                 |                  |                             |                |                    |                |                |                        |                        |                |              |              |                |                       |                       |              |              |             |            |                  |                   |         |         |
| Moritz Baer | 42          | 31         | 19               | 27               | 25                | 35              | 32              | 29               | 46                          | 47             | q                  | –              | –              | –                      | –                      | –              | –            | –            | –              | –                     | –                     | –            | –            | –           | –          | –                | –                 |         |         |
| Markus Eisenbichler | 50          | 23         | 31               | 36               | 15                | 23              | 41              | 11               | 10                          | 27             | 14                 | –              | –              | –                      | –                      | 12             | 26           | 34           | 26             | 28                    | 16                    | 11           | 14           | 17          | 17         | 2                | 44                |         |         |
| Richard Freitag | 24          | 15         | 18               | 30               | 40                | 41              | 61              | q                | –                           | –              | –                  | –              | –              | –                      | –                      | 48             | 47           | q            | 31             | –                     | –                     | –            | –            | –           | –          | –                | –                 |         |         |
| Severin Freund | –           | –          | –                | –                | –                 | –               | –               | –                | –                           | –              | –                  | –              | –              | –                      | –                      | –              | –            | –            | –              | –                     | –                     | 32           | 29           | 46          | 45         | 43               | 38                |         |         |
| Karl Geiger | 7           | 7          | 2                | 6                | 5                 | 3               | 4               | 2                | 2                           | 8              | 2                  | 1              | 1              | 12                     | 5                      | 5              | 11           | 5            | 5              | 4                     | 6                     | 1            | 2            | 2           | 1          | 19               | 19                |         |         |
| Martin Hamann | –           | –          | –                | –                | –                 | –               | –               | 38               | 32                          | –              | –                  | 47             | 41             | –                      | –                      | –              | –            | –            | –              | –                     | –                     | –            | –            | –           | –          | 48               | q                 |         |         |
| Felix Hoffmann | –           | –          | –                | –                | –                 | –               | –               | q                | q                           | –              | –                  | –              | –              | –                      | –                      | –              | –            | –            | –              | –                     | –                     | –            | –            | –           | –          | –                | –                 |         |         |
| Stephan Leyhe | 34          | 33         | 10               | 22               | 17                | 19              | 10              | 13               | 16                          | 5              | 18                 | 6              | 13             | 5                      | 4                      | 4              | 5            | 2            | 1              | 15                    | 10                    | 2            | 7            | 16          | 5          | 3                | 9                 |         |         |
| Kilian Märkl | –           | –          | –                | –                | –                 | –               | –               | q                | q                           | –              | –                  | –              | –              | –                      | –                      | –              | –            | –            | –              | –                     | –                     | –            | –            | –           | –          | –                | –                 |         |         |
| Pius Paschke | 26          | 20         | 28               | 11               | 19                | 10              | 13              | 12               | 20                          | 33             | 28                 | 8              | 18             | 32                     | 26                     | 14             | 10           | 25           | 24             | 18                    | 17                    | 10           | 21           | 34          | 19         | 14               | 15                |         |         |
| Philipp Raimund | –           | –          | –                | –                | –                 | –               | –               | 34               | 39                          | –              | –                  | –              | –              | 44                     | 48                     | –              | –            | –            | –              | –                     | –                     | –            | –            | –           | –          | –                | –                 |         |         |
| Luca Roth | –           | –          | –                | –                | –                 | –               | –               | 27               | 38                          | –              | –                  | 28             | 30             | dsq                    | 47                     | –              | –            | –            | –              | –                     | –                     | –            | –            | –           | –          | –                | –                 |         |         |
| Constantin Schmid | 31          | 25         | 23               | 7                | 26                | 11              | 48              | 20               | 7                           | 26             | 20                 | 5              | 34             | 5                      | 9                      | 11             | 12           | 27           | 21             | 13                    | 36                    | 15           | 3            | 11          | 4          | 16               | 11                |         |         |
| Adrian Sell | –           | –          | –                | –                | –                 | –               | –               | –                | q                           | –              | –                  | –              | –              | –                      | –                      | –              | –            | –            | –              | –                     | –                     | –            | –            | –           | –          | –                | –                 |         |         |
| Norwegia |             |            |                  |                  |                   |                 |                 |                  |                             |                |                    |                |                |                        |                        |                |              |              |                |                       |                       |              |              |             |            |                  |                   |         |         |
| Joacim Ødegård Bjøreng | –           | –          | –                | –                | –                 | –               | –               | –                | –                           | –              | –                  | –              | –              | –                      | –                      | –              | –            | –            | –              | –                     | –                     | –            | –            | –           | –          | 49               | q                 |         |         |
| Andreas Granerud Buskum | –           | –          | –                | –                | –                 | –               | –               | –                | –                           | –              | –                  | 25             | 31             | 39                     | 33                     | q              | 44           | 47           | –              | –                     | –                     | –            | –            | –           | –          | 38               | 40                |         |         |
| Johann André Forfang | 16          | dsq        | 13               | 14               | 7                 | 6               | 12              | 15               | 9                           | 7              | 11                 | 9              | 6              | 4                      | 13                     | 16             | 34           | 22           | 6              | 16                    | 7                     | 14           | 10           | 36          | 16         | 21               | 48                |         |         |
| Halvor Egner Granerud | –           | –          | –                | –                | –                 | –               | –               | –                | –                           | –              | –                  | –              | –              | –                      | –                      | –              | –            | –            | –              | –                     | –                     | 31           | 23           | –           | –          | q                | q                 |         |         |
| Anders Håre | –           | –          | –                | –                | –                 | 40              | 31              | 36               | 45                          | q              | 30                 | 31             | 23             | 42                     | 31                     | –              | –            | –            | 29             | 29                    | 39                    | 26           | 17           | 31          | 37         | 28               | q                 |         |         |
| Robert Johansson | 11          | dsq        | 25               | 9                | 11                | 9               | 8               | 8                | 14                          | 17             | 16                 | 38             | 26             | 13                     | 15                     | 15             | 14           | 15           | 25             | 8                     | 8                     | –            | –            | 12          | 8          | 5                | 13                |         |         |
| Marius Lindvik | 14          | 29         | 12               | 34               | 3                 | 5               | 7               | 10               | 1                           | 1              | 3                  | dsq            | 7              | 17                     | 10                     | 6              | 22           | 18           | 2              | 10                    | 13                    | 5            | 6            | 15          | 42         | 4                | 12                |         |         |
| Thomas Aasen Markeng | 22          | 10         | q                | 5                | 31                | –               | –               | –                | –                           | –              | –                  | –              | –              | –                      | –                      | –              | –            | –            | –              | –                     | –                     | –            | –            | –           | –          | –                | –                 |         |         |
| Mats Bjerke Myhren | –           | –          | –                | –                | –                 | –               | –               | –                | –                           | –              | –                  | –              | –              | –                      | –                      | –              | –            | –            | –              | –                     | –                     | –            | –            | –           | –          | q                | q                 |         |         |
| Robin Pedersen | 9           | 24         | 17               | 23               | 38                | –               | –               | 44               | 44                          | 39             | 44                 | –              | –              | –                      | –                      | 30             | 27           | 17           | 22             | 12                    | 29                    | 42           | q            | 32          | 38         | 5                | 10                |         |         |
| Sondre Ringen | –           | –          | –                | –                | –                 | q               | 28              | 40               | 42                          | 34             | 48                 | –              | –              | –                      | –                      | –              | –            | –            | –              | –                     | –                     | –            | –            | –           | –          | –                | –                 |         |         |
| Daniel-André Tande | 1           | 1          | 21               | 4                | 18                | 33              | 58              | 43               | 30                          | 3              | 6                  | 23             | 16             | 7                      | 17                     | 13             | 9            | 13           | –              | 14                    | 17                    | 18           | 5            | 3           | 9          | 13               | 25                |         |         |
| Fredrik Villumstad | –           | –          | –                | –                | –                 | –               | –               | –                | –                           | –              | –                  | –              | –              | –                      | –                      | –              | –            | –            | –              | –                     | –                     | –            | –            | –           | –          | q                | q                 |         |         |
| Oscar P. Westerheim | –           | –          | –                | –                | –                 | –               | –               | –                | –                           | –              | –                  | –              | –              | –                      | –                      | –              | –            | –            | –              | –                     | –                     | –            | –            | –           | –          | 41               | q                 |         |         |
| Polska |             |            |                  |                  |                   |                 |                 |                  |                             |                |                    |                |                |                        |                        |                |              |              |                |                       |                       |              |              |             |            |                  |                   |         |         |
| Stefan Hula | 38          | 22         | q                | 25               | q                 | 25              | 25              | 30               | 40                          | 50             | 49                 | 32             | 28             | 40                     | 39                     | q              | –            | –            | –              | –                     | –                     | –            | –            | –           | –          | –                | –                 |         |         |
| Kacper Juroszek | q           | –          | –                | –                | –                 | –               | –               | –                | –                           | –              | –                  | –              | –              | –                      | –                      | –              | –            | –            | –              | –                     | –                     | –            | –            | –           | –          | –                | –                 |         |         |
| Maciej Kot | 25          | 18         | 27               | 24               | 32                | 34              | 35              | 28               | 33                          | 44             | 33                 | 27             | 36             | 46                     | 49                     | 44             | –            | –            | –              | –                     | –                     | –            | –            | –           | –          | 39               | 28                |         |         |
| Dawid Kubacki | 7           | 12         | 5                | 17               | 14                | 22              | 47              | 3                | 3                           | 2              | 1                  | 3              | 3              | 1                      | 1                      | 3              | 3            | 6            | 15             | 5                     | 32                    | 8            | 4            | 6           | 11         | 25               | 8                 |         |         |
| Klemens Murańka | q           | 46         | 45               | 39               | 27                | 39              | 44              | –                | –                           | –              | –                  | –              | –              | –                      | –                      | –              | 46           | q            | 41             | 46                    | 38                    | 40           | 27           | 42          | 58         | –                | –                 |         |         |
| Adam Niżnik | q           | –          | –                | –                | –                 | –               | –               | –                | –                           | –              | –                  | –              | –              | –                      | –                      | q              | –            | –            | –              | –                     | –                     | –            | –            | –           | –          | –                | –                 |         |         |
| Tomasz Pilch | q           | –          | –                | –                | –                 | –               | –               | –                | –                           | –              | –                  | –              | –              | –                      | –                      | –              | –            | –            | –              | –                     | –                     | –            | –            | –           | –          | –                | –                 |         |         |
| Andrzej Stękała | q           | –          | –                | –                | –                 | –               | –               | –                | –                           | –              | –                  | –              | –              | –                      | –                      | q              | 45           | q            | 46             | 35                    | q                     | –            | –            | –           | –          | –                | –                 |         |         |
| Kamil Stoch | 3           | 16         | 9                | 15               | 10                | 1               | 9               | 19               | 19                          | 15             | 13                 | 4              | 4              | 8                      | 24                     | 1              | 21           | 9            | 3              | 7                     | 4                     | 6            | 9            | 5           | 12         | 7                | 1                 |         |         |
| Paweł Wąsek | 39          | –          | –                | –                | –                 | –               | –               | –                | –                           | –              | –                  | –              | –              | –                      | –                      | –              | –            | –            | –              | –                     | –                     | q            | 34           | q           | 55         | –                | 50                |         |         |
| Jakub Wolny | 33          | 27         | 32               | 16               | 28                | q               | 52              | dsq              | q                           | q              | q                  | 45             | 33             | –                      | –                      | q              | –            | –            | 23             | 24                    | 21                    | 20           | 37           | 49          | 32         | 37               | 34                |         |         |
| Aleksander Zniszczoł | 44          | –          | –                | –                | –                 | –               | –               | –                | –                           | –              | –                  | –              | –              | 34                     | 41                     | 35             | 41           | 40           | 37             | 30                    | 28                    | 24           | 24           | 48          | 50         | q                | q                 |         |         |
| Piotr Żyła | 35          | 13         | 24               | 35               | 9                 | 8               | 33              | 5                | 15                          | 12             | 27                 | 7              | 4              | 9                      | 8                      | 8              | 8            | 21           | 35             | 1                     | 9                     | 9            | 21           | 37          | 6          | 23               | 26                |         |         |
| Rosja |             |            |                  |                  |                   |                 |                 |                  |                             |                |                    |                |                |                        |                        |                |              |              |                |                       |                       |              |              |             |            |                  |                   |         |         |
| Aleksandr Bażenow | –           | –          | q                | q                | –                 | –               | –               | –                | –                           | –              | –                  | –              | –              | –                      | –                      | –              | –            | –            | –              | –                     | –                     | –            | –            | –           | –          | –                | –                 |         |         |
| Ilmir Chazietdinow | –           | –          | 42               | q                | –                 | –               | –               | –                | –                           | –              | –                  | –              | –              | –                      | –                      | –              | –            | –            | 42             | –                     | –                     | –            | –            | –           | –          | –                | –                 |         |         |
| Jewgienij Klimow | 40          | –          | 41               | 50               | 37                | 16              | 37              | 22               | 22                          | q              | 39                 | 22             | q              | 11                     | 45                     | 24             | 38           | 28           | –              | –                     | –                     | 23           | 35           | 19          | 30         | 24               | 7                 |         |         |
| Dienis Korniłow | 46          | –          | q                | q                | –                 | –               | –               | –                | –                           | –              | –                  | –              | –              | –                      | –                      | –              | –            | –            | 49             | –                     | –                     | –            | –            | q           | 54         | q                | q                 |         |         |
| Michaił Maksimoczkin | –           | –          | 44               | 48               | –                 | –               | –               | –                | –                           | –              | –                  | –              | –              | –                      | –                      | –              | –            | –            | –              | –                     | –                     | –            | –            | –           | –          | –                | –                 |         |         |
| Ilja Mańkow | –           | –          | –                | –                | –                 | –               | –               | –                | –                           | –              | –                  | –              | –              | –                      | –                      | –              | –            | –            | –              | –                     | –                     | q            | 49           | –           | –          | –                | –                 |         |         |
| Michaił Nazarow | q           | q          | 46               | q                | q                 | q               | 38              | –                | –                           | –              | –                  | dns            | 44             | –                      | –                      | 47             | –            | –            | –              | –                     | –                     | 47           | 32           | 44          | 48         | q                | q                 |         |         |
| Danił Sadriejew | –           | –          | –                | –                | –                 | –               | –               | –                | –                           | –              | –                  | –              | –              | –                      | –                      | –              | –            | –            | –              | –                     | –                     | q            | dsq          | –           | –          | –                | –                 |         |         |
| Wadim Szyszkin | –           | –          | q                | q                | –                 | –               | –               | –                | –                           | –              | –                  | –              | –              | –                      | –                      | –              | –            | –            | –              | –                     | –                     | –            | –            | –           | –          | –                | –                 |         |         |
| Roman Trofimow | 28          | 39         | q                | 37               | 43                | 46              | 43              | q                | q                           | q              | 43                 | 42             | 39             | 35                     | 38                     | 42             | 39           | 42           | –              | –                     | –                     | –            | –            | q           | 31         | 46               | 43                |         |         |
| Dmitrij Wasiljew | –           | –          | q                | 26               | 47                | –               | –               | 47               | q                           | q              | 50                 | –              | –              | 47                     | 50                     | q              | –            | –            | –              | –                     | –                     | –            | –            | –           | –          | –                | –                 |         |         |
| Rumunia |             |            |                  |                  |                   |                 |                 |                  |                             |                |                    |                |                |                        |                        |                |              |              |                |                       |                       |              |              |             |            |                  |                   |         |         |
| Daniel Cacina | –           | –          | –                | –                | –                 | –               | –               | –                | –                           | –              | –                  | –              | –              | –                      | –                      | –              | –            | –            | –              | –                     | –                     | q            | q            | –           | –          | –                | –                 |         |         |
| Słowenia |             |            |                  |                  |                   |                 |                 |                  |                             |                |                    |                |                |                        |                        |                |              |              |                |                       |                       |              |              |             |            |                  |                   |         |         |
| Tilen Bartol | 29          | q          | 38               | 43               | q                 | dsq             | 30              | 49               | q                           | –              | –                  | –              | –              | –                      | –                      | –              | –            | –            | –              | –                     | –                     | –            | –            | –           | –          | –                | –                 |         |         |
| Žiga Jelar | –           | –          | –                | –                | –                 | –               | –               | –                | –                           | –              | –                  | –              | –              | –                      | –                      | –              | –            | –            | 17             | 23                    | 14                    | 12           | 8            | 20          | 27         | 20               | 2                 |         |         |
| Rok Justin | 27          | q          | 47               | q                | 29                | 28              | 16              | q                | 34                          | 38             | –                  | 18             | 38             | 43                     | 40                     | 37             | q            | 35           | –              | –                     | –                     | 16           | 31           | –           | –          | –                | –                 |         |         |
| Anže Lanišek | 2           | 3          | 14               | 28               | 13                | 24              | 14              | 17               | 21                          | 11             | 31                 | 10             | 9              | 14                     | 6                      | 29             | 17           | 10           | 19             | 17                    | 31                    | –            | –            | 4           | 10         | 11               | 23                |         |         |
| Cene Prevc | –           | –          | –                | –                | –                 | –               | –               | –                | –                           | 36             | 22                 | 19             | 15             | 26                     | 19                     | 38             | 19           | 32           | –              | –                     | –                     | 21           | 15           | 13          | 35         | –                | –                 |         |         |
| Domen Prevc | 23          | 11         | 37               | 40               | 30                | 13              | 19              | 9                | 17                          | 10             | 9                  | 13             | 14             | 20                     | 27                     | 22             | 4            | 23           | 14             | 25                    | 5                     | –            | –            | 27          | 26         | 50               | 37                |         |         |
| Peter Prevc | 15          | 28         | 8                | 8                | 8                 | 12              | 2               | 21               | 12                          | 9              | 5                  | 17             | 7              | 22                     | 18                     | 10             | 7            | 4            | 8              | 33                    | 20                    | 4            | 16           | 18          | 15         | 1                | 5                 |         |         |
| Anže Semenič | q           | 30         | q                | q                | 34                | q               | 53              | –                | –                           | –              | q                  | –              | –              | –                      | –                      | –              | –            | –            | 10             | 45                    | 12                    | –            | –            | 33          | 36         | q                | 20                |         |         |
| Jurij Tepeš | –           | –          | –                | –                | –                 | –               | –               | –                | –                           | –              | –                  | –              | –              | –                      | –                      | –              | –            | –            | 39             | 20                    | 21                    | 50           | q            | –           | –          | –                | –                 |         |         |
| Timi Zajc | 6           | 8          | q                | 10               | 42                | 31              | 57              | 24               | 18                          | 20             | 40                 | 29             | 32             | 10                     | 3                      | 26             | 17           | 7            | 13             | 2                     | 3                     | –            | –            | 7           | 24         | 22               | 3                 |         |         |
| Stany Zjednoczone |             |            |                  |                  |                   |                 |                 |                  |                             |                |                    |                |                |                        |                        |                |              |              |                |                       |                       |              |              |             |            |                  |                   |         |         |
| Kevin Bickner | q           | 45         | q                | q                | –                 | 38              | 22              | 42               | 26                          | 45             | q                  | q              | 35             | 45                     | 46                     | 39             | 50           | 49           | –              | –                     | –                     | –            | –            | q           | 49         | 33               | 41                |         |         |
| Decker Dean | q           | –          | –                | –                | –                 | –               | –               | –                | –                           | –              | –                  | –              | –              | –                      | –                      | –              | –            | –            | –              | –                     | –                     | –            | –            | –           | –          | –                | –                 |         |         |
| Patrick Gasienica | –           | –          | –                | –                | –                 | –               | –               | –                | –                           | –              | –                  | q              | q              | –                      | –                      | –              | q            | q            | –              | –                     | –                     | –            | –            | –           | –          | –                | –                 |         |         |
| Casey Larson | –           | q          | –                | –                | –                 | –               | –               | q                | q                           | –              | –                  | –              | –              | –                      | –                      | –              | –            | –            | –              | –                     | –                     | –            | –            | –           | –          | –                | –                 |         |         |
| Andrew Urlaub | –           | –          | –                | –                | –                 | –               | –               | –                | –                           | q              | q                  | –              | –              | –                      | –                      | q              | –            | –            | –              | –                     | –                     | q            | q            | –           | –          | –                | –                 |         |         |
| Szwajcaria |             |            |                  |                  |                   |                 |                 |                  |                             |                |                    |                |                |                        |                        |                |              |              |                |                       |                       |              |              |             |            |                  |                   |         |         |
| Simon Ammann | –           | 19         | 29               | 21               | 22                | 21              | 63              | 16               | 24                          | 31             | 46                 | –              | –              | 27                     | 25                     | 41             | –            | –            | 30             | 31                    | q                     | –            | –            | 28          | 29         | 42               | 32                |         |         |
| Gregor Deschwanden | 45          | –          | 33               | 38               | 49                | 36              | 20              | q                | 43                          | 41             | 47                 | 40             | 37             | –                      | –                      | 32             | 36           | 30           | 47             | 39                    | 34                    | 25           | 33           | 41          | 44         | 40               | –                 |         |         |
| Gabriel Karlen | –           | –          | –                | –                | –                 | q               | 59              | –                | –                           | –              | –                  | –              | –              | –                      | –                      | –              | –            | –            | –              | –                     | –                     | –            | –            | –           | –          | –                | –                 |         |         |
| Killian Peier | 20          | 48         | 16               | 2                | 24                | 15              | 11              | 33               | 11                          | 19             | 21                 | 21             | 50             | –                      | –                      | 31             | 49           | 44           | 45             | –                     | –                     | 29           | 24           | 23          | 23         | 30               | 29                |         |         |
| Dominik Peter | 43          | 26         | –                | –                | 41                | 43              | 29              | 45               | q                           | 49             | q                  | –              | –              | –                      | –                      | 49             | –            | –            | –              | –                     | –                     | 28           | 46           | –           | –          | –                | q                 |         |         |
| Andreas Schuler | 37          | 41         | –                | –                | –                 | q               | 26              | –                | –                           | –              | –                  | 39             | 48             | –                      | –                      | –              | –            | –            | –              | 38                    | q                     | 44           | 45           | 47          | 55         | 44               | q                 |         |         |
| Ukraina |             |            |                  |                  |                   |                 |                 |                  |                             |                |                    |                |                |                        |                        |                |              |              |                |                       |                       |              |              |             |            |                  |                   |         |         |
| Witalij Kaliniczenko | q           | –          | –                | –                | q                 | –               | –               | q                | q                           | q              | q                  | q              | q              | –                      | –                      | q              | –            | –            | –              | –                     | –                     | 48           | q            | –           | –          | –                | –                 |         |         |
| Jewhen Marusiak | q           | –          | –                | –                | q                 | –               | –               | q                | q                           | q              | q                  | q              | q              | –                      | –                      | q              | –            | –            | –              | –                     | –                     | q            | q            | –           | –          | –                | –                 |         |         |
| Włochy |             |            |                  |                  |                   |                 |                 |                  |                             |                |                    |                |                |                        |                        |                |              |              |                |                       |                       |              |              |             |            |                  |                   |         |         |
| Giovanni Bresadola | –           | –          | –                | –                | –                 | –               | –               | –                | –                           | –              | –                  | 48             | 47             | –                      | –                      | –              | –            | –            | –              | –                     | –                     | –            | –            | –           | –          | –                | –                 |         |         |
| Federico Cecon | –           | –          | –                | –                | –                 | –               | –               | –                | 47                          | q              | q                  | q              | q              | –                      | –                      | –              | –            | –            | –              | 48                    | q                     | 49           | 44           | –           | –          | –                | –                 |         |         |
| Alex Insam | q           | q          | q                | q                | –                 | q               | 56              | –                | q                           | q              | q                  | q              | q              | –                      | –                      | –              | –            | –            | –              | –                     | –                     | –            | –            | –           | –          | –                | –                 |         |         |
| Legenda |             |            |                  |                  |                   |                 |                 |                  |                             |                |                    |                |                |                        |                        |                |              |              |                |                       |                       |              |              |             |            |                  |                   |         |         |
| 1–3 4–30 poniżej 30 q – Zawodnik nie zakwalifikował się dsq – Zawodnik zdyskwalifikowany w konkursie dns – Zawodnik zakwalifikowany nie wystartował w konkursie - – Zawodnik niezgłoszony do konkursu |             |            |                  |                  |                   |                 |                 |                  |                             |                |                    |                |                |                        |                        |                |              |              |                |                       |                       |              |              |             |            |                  |                   |         |         |

## Konkursy drużynowe
| Zawodnik              | Wisła 23.11 | Klingenthal 14.12 | Zakopane 25.01 | Lahti 29.02 | Oslo 7.03 |
| --------------------- | ----------- | ----------------- | -------------- | ----------- | --------- |
| Austria               | 1           | 2                 | 6              | 3           | 6         |
| Philipp Aschenwald    | +           | +                 | +              | +           | –         |
| Michael Hayböck       | –           | +                 | +              | +           | +         |
| Jan Hörl              | +           | –                 | –              | –           | –         |
| Daniel Huber          | +           | –                 | +              | –           | +         |
| Stefan Huber          | –           | –                 | –              | +           | –         |
| Stefan Kraft          | +           | +                 | +              | +           | +         |
| Gregor Schlierenzauer | –           | +                 | –              | –           | +         |
| Czechy                | 9           | –                 | 7              | –           | 9         |
| Roman Koudelka        | +           | –                 | +              | –           | +         |
| Čestmír Kožíšek       | –           | –                 | –              | –           | +         |
| Viktor Polášek        | +           | –                 | +              | –           | –         |
| Filip Sakala          | +           | –                 | +              | –           | +         |
| Vojtěch Štursa        | +           | –                 | +              | –           | +         |
| Finlandia             | 8           | 9                 | –              | 8           | –         |
| Antti Aalto           | –           | +                 | –              | +           | –         |
| Andreas Alamommo      | +           | –                 | –              | –           | –         |
| Niko Kytösaho         | +           | +                 | –              | +           | –         |
| Jarkko Määttä         | +           | +                 | –              | +           | –         |
| Eetu Nousiainen       | +           | +                 | –              | –           | –         |
| Arttu Pohjola         | –           | –                 | –              | +           | –         |
| Japonia               | 6           | 3                 | 4              | 5           | 5         |
| Daiki Itō             | –           | +                 | –              | +           | –         |
| Junshirō Kobayashi    | +           | +                 | +              | –           | +         |
| Ryōyū Kobayashi       | +           | +                 | +              | +           | +         |
| Naoki Nakamura        | +           | –                 | –              | –           | –         |
| Keiichi Satō          | –           | –                 | +              | +           | +         |
| Yukiya Satō           | +           | +                 | +              | +           | +         |
| Niemcy                | 5           | 6                 | 1              | 1           | 2         |
| Markus Eisenbichler   | +           | +                 | +              | –           | –         |
| Richard Freitag       | +           | +                 | –              | –           | –         |
| Karl Geiger           | +           | +                 | +              | +           | +         |
| Stephan Leyhe         | +           | –                 | +              | +           | +         |
| Pius Paschke          | –           | –                 | –              | +           | +         |
| Constantin Schmid     | –           | +                 | +              | +           | +         |
| Norwegia              | 2           | 4                 | 2              | 4           | 1         |
| Johann André Forfang  | –           | +                 | +              | +           | +         |
| Robert Johansson      | +           | +                 | +              | +           | +         |
| Marius Lindvik        | +           | +                 | +              | +           | +         |
| Thomas Aasen Markeng  | +           | +                 | –              | –           | –         |
| Daniel-André Tande    | +           | –                 | +              | +           | +         |
| Polska                | 3           | 1                 | 5              | 6           | 4         |
| Maciej Kot            | –           | –                 | –              | –           | +         |
| Dawid Kubacki         | +           | +                 | +              | +           | +         |
| Kamil Stoch           | +           | +                 | +              | +           | +         |
| Jakub Wolny           | +           | +                 | +              | +           | –         |
| Piotr Żyła            | +           | +                 | +              | +           | +         |
| Rosja                 | 10          | 8                 | 9              | 9           | 8         |
| Jewgienij Klimow      | +           | +                 | +              | +           | +         |
| Dienis Korniłow       | +           | –                 | –              | +           | +         |
| Michaił Nazarow       | +           | +                 | +              | +           | +         |
| Roman Trofimow        | +           | +                 | +              | +           | +         |
| Dmitrij Wasiljew      | –           | +                 | +              | –           | –         |
| Słowenia              | 4           | 5                 | 3              | 2           | 3         |
| Žiga Jelar            | –           | –                 | –              | –           | +         |
| Anže Lanišek          | +           | +                 | +              | +           | +         |
| Cene Prevc            | –           | –                 | –              | +           | –         |
| Domen Prevc           | –           | –                 | +              | –           | –         |
| Peter Prevc           | +           | +                 | +              | +           | +         |
| Anže Semenič          | +           | +                 | –              | –           | –         |
| Timi Zajc             | +           | +                 | +              | +           | +         |
| Szwajcaria            | 7           | 7                 | 8              | 7           | 7         |
| Simon Ammann          | –           | +                 | +              | +           | +         |
| Gregor Deschwanden    | +           | +                 | +              | +           | +         |
| Killian Peier         | +           | +                 | +              | +           | +         |
| Dominik Peter         | +           | +                 | +              | –           | –         |
| Andreas Schuler       | +           | –                 | –              | +           | +         |

## Klasyfikacje

### Klasyfikacja indywidualna
Stan po zakończeniu sezonu 2019/2020
| Miejsce | Zawodnik                | Występy | Punkty |
| ------- | ----------------------- | ------- | ------ |
| 1.      | Stefan Kraft            | 27      | 1659   |
| 2.      | Karl Geiger             | 27      | 1519   |
| 3.      | Ryōyū Kobayashi         | 25      | 1178   |
| 4.      | Dawid Kubacki           | 27      | 1169   |
| 5.      | Kamil Stoch             | 27      | 1031   |
| 6.      | Stephan Leyhe           | 27      | 917    |
| 7.      | Marius Lindvik          | 27      | 906    |
| 8.      | Peter Prevc             | 27      | 789    |
| 9.      | Daniel-André Tande      | 26      | 721    |
| 10.     | Philipp Aschenwald      | 25      | 622    |
| 11.     | Piotr Żyła              | 27      | 617    |
| 12.     | Johann André Forfang    | 27      | 579    |
| 13.     | Yukiya Satō             | 23      | 559    |
| 14.     | Timi Zajc               | 24      | 544    |
| 15.     | Anže Lanišek            | 25      | 543    |
| 16.     | Constantin Schmid       | 27      | 530    |
| 17.     | Robert Johansson        | 25      | 503    |
| 18.     | Daniel Huber            | 26      | 417    |
| 19.     | Domen Prevc             | 25      | 361    |
| 20.     | Gregor Schlierenzauer   | 26      | 356    |
| 21.     | Pius Paschke            | 27      | 353    |
| 22.     | Michael Hayböck         | 26      | 350    |
| 23.     | Markus Eisenbichler     | 23      | 304    |
| 24.     | Daiki Itō               | 19      | 285    |
| 25.     | Killian Peier           | 23      | 237    |
| 26.     | Roman Koudelka          | 25      | 220    |
| 27.     | Jan Hörl                | 22      | 210    |
| 28.     | Žiga Jelar              | 9       | 200    |
| 29.     | Robin Pedersen          | 20      | 181    |
| 30.     | Junshirō Kobayashi      | 23      | 162    |
| 31.     | Jewgienij Klimow        | 21      | 140    |
| 32.     | Antti Aalto             | 23      | 133    |
| 33.     | Cene Prevc              | 13      | 112    |
| 34.     | Keiichi Satō            | 18      | 109    |
| 35.     | Simon Ammann            | 19      | 81     |
| 36.     | Thomas Aasen Markeng    | 4       | 80     |
| 37.     | Anže Semenič            | 9       | 60     |
| 38.     | Jakub Wolny             | 18      | 58     |
| 39.     | Stefan Huber            | 11      | 57     |
| 40.     | Rok Justin              | 15      | 52     |
| 41.     | Władimir Zografski      | 21      | 48     |
| 42.     | Maciej Kot              | 18      | 40     |
| 43.     | Naoki Nakamura          | 21      | 39     |
| 44.     | Richard Freitag         | 10      | 37     |
| 45.     | Anders Håre             | 17      | 35     |
| 46.     | Stefan Hula             | 13      | 31     |
| 47.     | Taku Takeuchi           | 13      | 28     |
| 48.     | Moritz Baer             | 10      | 24     |
| 49.     | Jurij Tepeš             | 4       | 21     |
| 50.     | Mackenzie Boyd-Clowes   | 21      | 20     |
| 51.     | Gregor Deschwanden      | 22      | 18     |
| 51.     | Aleksander Zniszczoł    | 13      | 18     |
| 53.     | Viktor Polášek          | 18      | 15     |
| 54.     | Kevin Bickner           | 15      | 14     |
| 54.     | Yūken Iwasa             | 6       | 14     |
| 56.     | Siergiej Tkaczenko      | 16      | 13     |
| 57.     | Artti Aigro             | 7       | 11     |
| 58.     | Niko Kytösaho           | 6       | 10     |
| 58.     | Dominik Peter           | 10      | 10     |
| 60.     | Marco Wörgötter         | 3       | 9      |
| 61.     | Halvor Egner Granerud   | 2       | 8      |
| 61.     | Klemens Murańka         | 14      | 8      |
| 61.     | Luca Roth               | 6       | 8      |
| 64.     | Andreas Granerud Buskum | 8       | 6      |
| 64.     | Clemens Leitner         | 5       | 6      |
| 66.     | Clemens Aigner          | 4       | 5      |
| 66.     | Andreas Schuler         | 11      | 5      |
| 66.     | Dmitrij Wasiljew        | 6       | 5      |
| 69.     | Tilen Bartol            | 6       | 3      |
| 69.     | Sondre Ringen           | 5       | 3      |
| 69.     | Roman Trofimow          | 17      | 3      |
| 69.     | Hiroaki Watanabe        | 3       | 3      |
| 73.     | Severin Freund          | 6       | 2      |
| 73.     | Shōhei Tochimoto        | 5       | 2      |

### Klasyfikacja drużynowa
Stan po zakończeniu sezonu 2019/2020
| Miejsce | Reprezentacja     | Występy | Zaw. pkt. | Ind. | Druż. | Razem |
| ------- | ----------------- | ------- | --------- | ---- | ----- | ----- |
| 1.      | Niemcy            | 32      | 9         | 3694 | 1500  | 5194  |
| 2.      | Austria           | 32      | 10        | 3691 | 1350  | 5041  |
| 3.      | Norwegia          | 32      | 10        | 3022 | 1600  | 4622  |
| 4.      | Polska            | 32      | 8         | 2972 | 1300  | 4272  |
| 5.      | Słowenia          | 32      | 10        | 2685 | 1400  | 4085  |
| 6.      | Japonia           | 32      | 10        | 2379 | 1100  | 3479  |
| 7.      | Szwajcaria        | 32      | 5         | 351  | 450   | 801   |
| 8.      | Czechy            | 30      | 2         | 235  | 100   | 335   |
| 9.      | Rosja             | 29      | 3         | 148  | 100   | 248   |
| 10.     | Finlandia         | 28      | 2         | 143  | 100   | 243   |
| 11.     | Bułgaria          | 21      | 1         | 48   | –     | 48    |
| 12.     | Kanada            | 21      | 1         | 20   | –     | 20    |
| 13.     | Stany Zjednoczone | 15      | 1         | 14   | –     | 14    |
| 14.     | Kazachstan        | 16      | 1         | 13   | –     | 13    |
| 15.     | Estonia           | 7       | 1         | 11   | –     | 11    |

### KlasyfikacjaPucharu Świata w lotach
Stan po zakończeniu Pucharu Świata w lotach narciarskich 2019/2020
| Miejsce | Zawodnik             | Występy | Punkty |
| ------- | -------------------- | ------- | ------ |
| 1.      | Stefan Kraft         | 2       | 160    |
| 2.      | Timi Zajc            | 2       | 140    |
| 3.      | Piotr Żyła           | 2       | 129    |
| 4.      | Ryōyū Kobayashi      | 2       | 109    |
| 5.      | Karl Geiger          | 2       | 90     |
| 6.      | Kamil Stoch          | 2       | 86     |
| 7.      | Antti Aalto          | 2       | 64     |
| 7.      | Robert Johansson     | 2       | 64     |
| 9.      | Johann André Forfang | 2       | 51     |
| 9.      | Domen Prevc          | 2       | 51     |
| 11.     | Marius Lindvik       | 2       | 46     |
| 12.     | Dawid Kubacki        | 2       | 45     |
| 13.     | Stephan Leyhe        | 2       | 42     |
| 14.     | Michael Hayböck      | 2       | 32     |
| 14.     | Daniel-André Tande   | 2       | 32     |
| 16.     | Pius Paschke         | 2       | 27     |
| 17.     | Žiga Jelar           | 2       | 26     |
| 18.     | Daniel Huber         | 2       | 25     |
| 19.     | Robin Pedersen       | 2       | 24     |
| 20.     | Junshirō Kobayashi   | 2       | 22     |
| 20.     | Anže Semenič         | 2       | 22     |
| 22.     | Jurij Tepeš          | 2       | 21     |
| 23.     | Constantin Schmid    | 2       | 20     |
| 24.     | Markus Eisenbichler  | 2       | 18     |
| 25.     | Philipp Aschenwald   | 2       | 17     |
| 25.     | Jakub Wolny          | 2       | 17     |
| 27.     | Anže Lanišek         | 2       | 14     |
| 28.     | Peter Prevc          | 2       | 11     |
| 29.     | Stefan Huber         | 2       | 7      |
| 30.     | Roman Koudelka       | 2       | 6      |
| 31.     | Artti Aigro          | 2       | 5      |
| 32.     | Yukiya Satō          | 2       | 4      |
| 32.     | Aleksander Zniszczoł | 2       | 4      |
| 32.     | Władimir Zografski   | 2       | 4      |
| 35.     | Anders Håre          | 2       | 2      |
| 36.     | Taku Takeuchi        | 2       | 1      |

### KlasyfikacjaTurnieju Czterech Skoczni
Stan po zakończeniu 68. Turnieju Czterech Skoczni
| Miejsce | Zawodnik              | Występy | Punkty |
| ------- | --------------------- | ------- | ------ |
| 1.      | Dawid Kubacki         | 4       | 1131,6 |
| 2.      | Marius Lindvik        | 4       | 1111,0 |
| 3.      | Karl Geiger           | 4       | 1108,4 |
| 4.      | Ryōyū Kobayashi       | 4       | 1096,0 |
| 5.      | Stefan Kraft          | 4       | 1086,0 |
| 6.      | Johann André Forfang  | 4       | 1051,0 |
| 7.      | Domen Prevc           | 4       | 1050,9 |
| 8.      | Peter Prevc           | 4       | 1048,8 |
| 9.      | Daiki Itō             | 4       | 1039,0 |
| 10.     | Stephan Leyhe         | 4       | 1037,5 |
| 11.     | Philipp Aschenwald    | 4       | 1035,7 |
| 12.     | Robert Johansson      | 4       | 1025,4 |
| 13.     | Kamil Stoch           | 4       | 1023,6 |
| 14.     | Piotr Żyła            | 4       | 1016,7 |
| 15.     | Markus Eisenbichler   | 4       | 1011,1 |
| 16.     | Constantin Schmid     | 4       | 999,8  |
| 17.     | Roman Koudelka        | 4       | 992,0  |
| 18.     | Michael Hayböck       | 4       | 990,6  |
| 19.     | Yukiya Satō           | 4       | 891,3  |
| 20.     | Pius Paschke          | 4       | 880,0  |
| 21.     | Anže Lanišek          | 4       | 878,7  |
| 22.     | Killian Peier         | 4       | 862,0  |
| 23.     | Timi Zajc             | 4       | 853,0  |
| 24.     | Daniel-André Tande    | 4       | 848,6  |
| 25.     | Jan Hörl              | 4       | 834,0  |
| 26.     | Daniel Huber          | 3       | 746,1  |
| 27.     | Simon Ammann          | 4       | 738,4  |
| 28.     | Gregor Schlierenzauer | 4       | 737,3  |
| 29.     | Junshirō Kobayashi    | 4       | 717,3  |
| 30.     | Jewgienij Klimow      | 3       | 628,3  |
| ...     |                       |         |        |

### Klasyfikacja Titisee-Neustadt Five
Stan po zakończeniu Titisee-Neustadt Five 2020
| Miejsce | Zawodnik             | Punkty |
| ------- | -------------------- | ------ |
| 1.      | Ryōyū Kobayashi      | 709,9  |
| 2.      | Dawid Kubacki        | 704,5  |
| 3.      | Stephan Leyhe        | 686,4  |
| 4.      | Stefan Kraft         | 676,3  |
| 5.      | Karl Geiger          | 664,5  |
| 6.      | Johann André Forfang | 660,8  |
| 7.      | Constantin Schmid    | 660,4  |
| 8.      | Piotr Żyła           | 656,9  |
| 9.      | Anže Lanišek         | 656,1  |
| 10.     | Daniel-André Tande   | 654,9  |
| ...     |                      |        |

### KlasyfikacjaWillingen Five
Stan po zakończeniu Willingen Five 2020
| Miejsce | Zawodnik              | Punkty |
| ------- | --------------------- | ------ |
| 1.      | Stephan Leyhe         | 398,0  |
| 2.      | Stefan Kraft          | 375,8  |
| 3.      | Marius Lindvik        | 370,8  |
| 4.      | Karl Geiger           | 367,4  |
| 5.      | Kamil Stoch           | 363,9  |
| 6.      | Ryōyū Kobayashi       | 357,9  |
| 7.      | Peter Prevc           | 354,3  |
| 8.      | Gregor Schlierenzauer | 353,3  |
| 9.      | Timi Zajc             | 352,3  |
| 10.     | Yukiya Satō           | 344,8  |
| ...     |                       |        |

### KlasyfikacjaRaw Air
Stan po zakończeniu Raw Air 2020
| Miejsce | Zawodnik              | Występy | Punkty |
| ------- | --------------------- | ------- | ------ |
| 1.      | Kamil Stoch           | 6       | 1161,9 |
| 2.      | Ryōyū Kobayashi       | 6       | 1154,5 |
| 3.      | Marius Lindvik        | 6       | 1154,3 |
| 4.      | Žiga Jelar            | 6       | 1151,9 |
| 5.      | Stephan Leyhe         | 6       | 1149,0 |
| 6.      | Robert Johansson      | 6       | 1140,6 |
| 7.      | Peter Prevc           | 6       | 1133,8 |
| 8.      | Stefan Kraft          | 6       | 1131,8 |
| 9.      | Timi Zajc             | 6       | 1109,8 |
| 10.     | Yukiya Satō           | 6       | 1098,6 |
| 11.     | Gregor Schlierenzauer | 6       | 1097,0 |
| 12.     | Karl Geiger           | 6       | 1096,6 |
| 13.     | Jewgienij Klimow      | 6       | 1086,7 |
| 14.     | Constantin Schmid     | 6       | 1085,7 |
| 15.     | Pius Paschke          | 6       | 1078,0 |
| 16.     | Dawid Kubacki         | 6       | 1077,4 |
| 17.     | Piotr Żyła            | 6       | 1072,5 |
| 18.     | Daniel-André Tande    | 6       | 1060,2 |
| 19.     | Michael Hayböck       | 6       | 1050,1 |
| 20.     | Junshirō Kobayashi    | 6       | 1037,6 |
| ...     |                       |         |        |

## Trenerzy
Trenerzy poszczególnych reprezentacji w sezonie 2019/2020:
| Kraj              | Trener                                                             |
| ----------------- | ------------------------------------------------------------------ |
| Austria           | Andreas Felder                                                     |
| Bułgaria          | Matjaž Zupan                                                       |
| Czechy            | David Jiroutek (do stycznia 2020) Antonín Hájek (od stycznia 2020) |
| Estonia           | Jaan Jüris                                                         |
| Finlandia         | Lauri Hakola                                                       |
| Francja           | Nicolas Bal                                                        |
| Japonia           | Hideharu Miyahira                                                  |
| Kanada            | Gregor Linsig                                                      |
| Kazachstan        | Kajrat Bijekienow                                                  |
| Korea Południowa  | Kang Chil-ku                                                       |
| Niemcy            | Stefan Horngacher                                                  |
| Norwegia          | Alexander Stöckl                                                   |
| Polska            | Michal Doležal                                                     |
| Rosja             | Jewgienij Plechow                                                  |
| Rumunia           | Florin Spulber                                                     |
| Słowenia          | Gorazd Bertoncelj                                                  |
| Stany Zjednoczone | Bine Norčič                                                        |
| Szwajcaria        | Ronny Hornschuh                                                    |
| Ukraina           | Mykoła Kozłow                                                      |
| Włochy            | Andrea Morassi                                                     |

## Zwycięzcy kwalifikacji do zawodów
Przed każdymi zawodami Pucharu Świata rozgrywa się kwalifikacje, wyłaniające uczestników konkursu głównego, przy czym na skoczniach dużych awansuje 50 najlepszych skoczków, a na skoczniach mamucich (konkursy lotów) awansuje 40 najlepszych zawodników.
Nie przeprowadza się kwalifikacji do ostatniego konkursu indywidualnego w sezonie (tzw. finału Pucharu Świata), w którym prawo startu ma wyłącznie najlepszych 30 zawodników klasyfikacji generalnej PŚ. Gdyby kraj organizujący tę rywalizację (Norwegia) miał mniej niż 4 skoczków w tej grupie, mógłby wystawić dodatkowo tylu zawodników, aby wypełnić ten limit.
| Nr  | Data kwalifikacji | Data konkursu         | Miejsce                | Zawodnik              |
| --- | ----------------- | --------------------- | ---------------------- | --------------------- |
| 1.  | 22 listopada 2019 | 24 listopada 2019     | Wisła                  | Karl Geiger           |
| 2.  | 29 listopada 2019 | 30 listopada 2019     | Ruka                   | Timi Zajc             |
|     | 1 grudnia 2019    | 1 grudnia 2019        | Ruka                   | zawody odwołane       |
| 3.  | 6 grudnia 2019    | 7 grudnia 2019        | Niżny Tagił            | Johann André Forfang  |
| 4.  | 8 grudnia 2019    | 8 grudnia 2019        | Niżny Tagił            | Johann André Forfang  |
| 5.  | 13 grudnia 2019   | 15 grudnia 2019       | Klingenthal            | Stefan Kraft          |
| 6.  | 21 grudnia 2019   | 21 grudnia 2019       | Engelberg              | Stefan Kraft          |
|     | 22 grudnia 2019   | 22 grudnia 2019       | Engelberg              | kwalifikacje odwołane |
| 7.  | 28 grudnia 2019   | 29 grudnia 2019       | Oberstdorf             | Stefan Kraft          |
| 8.  | 31 grudnia 2019   | 1 stycznia 2020       | Garmisch-Partenkirchen | Karl Geiger           |
| 9.  | 3 stycznia 2020   | 4 stycznia 2020       | Innsbruck              | Marius Lindvik        |
| 10. | 5 stycznia 2020   | 6 stycznia 2020       | Bischofshofen          | Stefan Kraft          |
| 11. | 10 stycznia 2020  | 11 stycznia 2020      | Predazzo               | Dawid Kubacki         |
| 12. | 12 stycznia 2020  | 12 stycznia 2020      | Predazzo               | Karl Geiger           |
| 13. | 17 stycznia 2020  | 18 i 19 stycznia 2020 | Titisee-Neustadt       | Ryōyū Kobayashi       |
| 14. | 24 stycznia 2020  | 26 stycznia 2020      | Zakopane               | Dawid Kubacki         |
| 15. | 31 stycznia 2020  | 1 lutego 2020         | Sapporo                | Ryōyū Kobayashi       |
| 16. | 2 lutego 2020     | 2 lutego 2020         | Sapporo                | Dawid Kubacki         |
| 17. | 8 lutego 2020     | 8 i 9 lutego 2020     | Willingen              | Stephan Leyhe         |
|     | 15 lutego 2020    | 15 lutego 2020        | Bad Mitterndorf        | kwalifikacje odwołane |
| 18. | 16 lutego 2020    | 16 lutego 2020        | Bad Mitterndorf        | Ryōyū Kobayashi       |
| 19. | 20 lutego 2020    | 21 lutego 2020        | Râșnov                 | Marius Lindvik        |
| 20. | 22 lutego 2020    | 22 lutego 2020        | Râșnov                 | Karl Geiger           |
| 21. | 28 lutego 2020    | 28 lutego 2020        | Lahti                  | Dawid Kubacki         |
|     | 1 marca 2020      | 1 marca 2020          | Lahti                  | kwalifikacje odwołane |
| 22. | 6 marca 2020      | 9 marca 2020          | Oslo / Lillehammer     | Constantin Schmid     |
| 23. | 10 marca 2020     | 10 marca 2020         | Lillehammer            | Robin Pedersen        |
| 24. | 11 marca 2020     | 12 marca 2020         | Trondheim              | Ryōyū Kobayashi       |
|     | 15 marca 2020     | 15 marca 2020         | Vikersund              | zawody odwołane       |

## Liderzy klasyfikacji generalnej Pucharu Świata
Pozycja lidera Pucharu Świata należy do zawodnika, który w dotychczas rozegranych zawodach zgromadził najwięcej punktów do klasyfikacji generalnej cyklu. W przypadku równej liczby punktów, liderem Pucharu Świata jest ten zawodnik, który ma na swoim koncie więcej wygranych konkursów. W konkursie indywidualnym inaugurującym nowy sezon żółty plastron, przeznaczony dla lidera, nosił Ryōyū Kobayashi – zwycięzca poprzedniej edycji PŚ.
| Nr | Zawodnik           | Data objęcia pozycji lidera | Miejscowość | Data utraty pozycji lidera          | Miejscowość                         | Liczba konkursów |
| -- | ------------------ | --------------------------- | ----------- | ----------------------------------- | ----------------------------------- | ---------------- |
| 1. | Daniel-André Tande | 24 listopada 2019           | Wisła       | 15 grudnia 2019                     | Klingenthal                         | 4                |
| 2. | Ryōyū Kobayashi    | 15 grudnia 2019             | Klingenthal | 21 grudnia 2019                     | Engelberg                           | 1                |
| 3. | Stefan Kraft       | 21 grudnia 2019             | Engelberg   | 22 grudnia 2019                     | Engelberg                           | 1                |
| 4. | Ryōyū Kobayashi    | 22 grudnia 2019             | Engelberg   | 11 stycznia 2020                    | Predazzo                            | 5                |
| 5. | Karl Geiger        | 11 stycznia 2020            | Predazzo    | 1 lutego 2020                       | Sapporo                             | 5                |
| 6. | Stefan Kraft       | 1 lutego 2020               | Sapporo     | Zwycięzca klasyfikacji PŚ 2019/2020 | Zwycięzca klasyfikacji PŚ 2019/2020 | 11               |

## Liderzy klasyfikacji generalnej Pucharu Narodów
Pozycja lidera Pucharu Narodów należy do kraju, który w dotychczas rozegranych zawodach zgromadził najwięcej punktów do klasyfikacji generalnej cyklu.
| Nr | Państwo  | Data objęcia pozycji lidera | Miejscowość | Data utraty pozycji lidera          | Miejscowość                         | Liczba konkursów |
| -- | -------- | --------------------------- | ----------- | ----------------------------------- | ----------------------------------- | ---------------- |
| 1. | Austria  | 23 listopada 2019           | Wisła       | 24 listopada 2019                   | Wisła                               | 1                |
| 2. | Norwegia | 24 listopada 2019           | Wisła       | 30 listopada 2019                   | Ruka                                | 1                |
| 3. | Austria  | 30 listopada 2019           | Ruka        | 7 marca 2020                        | Oslo                                | 27               |
| 4. | Niemcy   | 7 marca 2020                | Oslo        | Zwycięzca klasyfikacji PN 2019/2020 | Zwycięzca klasyfikacji PN 2019/2020 | 3                |

## Kwoty startowe
Na podstawie Światowej Listy Rankingowej (WRL) wyznaczone zostaną kwoty startowe dla poszczególnych krajów na dane periody Pucharu Świata 2019/2020. Kwota oznacza maksymalną liczbę reprezentantów, którą dany kraj ma prawo wystawić w zawodach. Państwa niewymienione w tabeli mogą wystawić maksymalnie 2 skoczków. Państwo będące gospodarzem zawodów może w swoim kraju dwa razy w sezonie wystawić dodatkowo grupę krajową, składającą się z maksymalnie 6 skoczków.
W przypadku, gdy w dany weekend rozgrywane są zawody indywidualne i drużynowe, każdy kraj mający kwotę niższą niż 4 skoczków, wyjątkowo może wystawić do konkursu indywidualnego 4 zawodników posiadających prawo startu w PŚ.

### Informacje o periodach
- I period: Letnie Grand Prix
- II period: Letnie Grand Prix
- III period: 23 listopada – 22 grudnia (7 konkursów indywidualnych, 2 drużynowe)
- IV period: 29 grudnia – 6 stycznia (4 konkursy indywidualne)
- V period: 11 stycznia – 2 lutego (7 konkursów indywidualnych, 1 drużynowy)
- VI period: 8 lutego – 1 marca (7 konkursów indywidualnych, 1 drużynowy)
- VII period: 7 marca – 15 marca (4 konkursy indywidualne, 2 drużynowe)

| I i II period     | III period    | III period | IV period     | IV period | V period      | V period | VI period     | VI period | VII period    | VII period |
| ----------------- | ------------- | ---------- | ------------- | --------- | ------------- | -------- | ------------- | --------- | ------------- | ---------- |
| Letnie Grand Prix |               |            |               |           |               |          |               |           |               |            |
| Kw.               | Reprezentacja | Kw.        | Reprezentacja | Kw.       | Reprezentacja | Kw.      | Reprezentacja | Kw.       | Reprezentacja |            |
| 7                 | Niemcy        | 7          | Austria       | 6         | Austria       | 7        | Austria       | 7         | Austria       |            |
| 7                 | Polska        | 7          | Japonia       | 6         | Japonia       | 7        | Polska        | 7         | Niemcy        |            |
| 7                 | Słowenia      | 7          | Norwegia      | 6         | Niemcy        | 7        | Słowenia      | 7         | Polska        |            |
| 6                 | Austria       | 6          | Niemcy        | 6         | Norwegia      | 6        | Japonia       | 6         | Japonia       |            |
| 6                 | Japonia       | 6          | Polska        | 6         | Polska        | 6        | Niemcy        | 6         | Norwegia      |            |
| 6                 | Norwegia      | 6          | Słowenia      | 6         | Słowenia      | 6        | Norwegia      | 6         | Słowenia      |            |
| 4                 | Czechy        | 4          | Czechy        | 4         | Czechy        | 4        | Czechy        | 4         | Czechy        |            |
| 4                 | Szwajcaria    | 4          | Szwajcaria    | 4         | Szwajcaria    | 4        | Rosja         | 4         | Rosja         |            |
| 3                 | Bułgaria      | 3          | Finlandia     | 3         | Finlandia     | 4        | Szwajcaria    | 4         | Szwajcaria    |            |
| 3                 | Finlandia     | 3          | Rosja         | 3         | Rosja         | 3        | Finlandia     | 3         | Finlandia     |            |
| 3                 | Rosja         | –          | –             | –         | –             | –        | –             | –         | –             |            |

### Grupa krajowa
Państwo będące gospodarzem zawodów może dwa razy w sezonie wystawić dodatkowo (w kwalifikacjach) grupę krajową, składającą się maksymalnie z 6 skoczków. W tabeli poniżej podano liczbę jej członków (o ile wykorzystano ten przywilej).
| Wisła HS134 | Ruka HS142 | Niżny Tagił HS134 | Niżny Tagił HS134 | Klingenthal HS140 | Engelberg HS140 | Engelberg HS140 | Oberstdorf HS137 | Garmisch-Partenkirchen HS142 | Innsbruck HS130 | Bischofshofen HS142 | Predazzo HS104 | Predazzo HS104 | Titisee-Neustadt HS142 | Titisee-Neustadt HS142 | Zakopane HS140 | Sapporo HS140 | Sapporo HS140 | Willingen HS145 | Bad Mitterndorf HS235 | Bad Mitterndorf HS235 | Râșnov HS97 | Râșnov HS97 | Lahti HS130 | Lahti HS130 | Lillehammer HS140 | Lillehammer HS140 |
| ----------- | ---------- | ----------------- | ----------------- | ----------------- | --------------- | --------------- | ---------------- | ---------------------------- | --------------- | ------------------- | -------------- | -------------- | ---------------------- | ---------------------- | -------------- | ------------- | ------------- | --------------- | --------------------- | --------------------- | ----------- | ----------- | ----------- | ----------- | ----------------- | ----------------- |
| 6           | 5          | 6                 | 6                 | –                 | 2               | 2               | 6                | 6                            | 6               | 6                   | 1              | 1              | –                      | –                      | 3              | 6             | 6             | –               | –                     | –                     | –           | –           | 4           | –           | 6                 | 6                 |